# Bermudas
Bermudas o las Islas Bermudas (en inglés: Bermuda) es un territorio británico de ultramar miembro de la comunidad del Caribe situado en un archipiélago del océano Atlántico Norte, frente a la costa este de Estados Unidos en América del Norte. El punto del continente americano más cercano a las islas es el cabo Hatteras en el estado estadounidense de Carolina del Norte, situado a 1030 km al noroeste, mientras que la ciudad de Miami se halla a 1770 km al suroeste. La capital de las Bermudas es Hamilton. Es uno de los diecisiete territorios no autónomos bajo supervisión del Comité de Descolonización de las Naciones Unidas.
Las Bermudas fueron descubiertas en 1505 y reclamadas como parte del Imperio español por el navegante onubense Juan Bermúdez, de quien recibieron su nombre. Este marinero visitó las islas en dos ocasiones, pero nunca puso pie en tierra porque no quiso atravesar navegando el peligroso arrecife que rodea el archipiélago. En 1609 la Compañía de Virginia, que había fundado la colonia de Virginia y la ciudad de Jamestown en el continente dos años antes, creó un asentamiento en las islas después de que un huracán empujara a la tripulación del barco Sea Venture a atravesar el arrecife y llegar a tierra.
Hasta 1614 las Bermudas fueron administradas por la Compañía como parte del territorio de la colonia de Virginia, y desde entonces hasta 1684 hizo lo mismo su sucesora, la Compañía de las islas Somers. Ese último año fue revocada la licencia de la compañía y la Corona británica se hizo cargo de la administración del archipiélago. En 1707, con la unión de los parlamentos de Escocia e Inglaterra que dio lugar al nacimiento del Reino Unido de Gran Bretaña, las islas se convirtieron en colonia británica. Desde 1949, cuando la isla de Terranova pasó a ser parte de Canadá, las Bermudas son el territorio británico de ultramar más antiguo. Asimismo, su primera capital, la ciudad de Saint George, es el asentamiento británico en América que lleva más tiempo habitado.
La economía de las Bermudas se basa en los seguros y reaseguros, así como en el turismo, gracias a lo cual los habitantes del archipiélago han gozado desde hace más de un siglo de una de las mayores rentas per cápita del mundo. Las islas tienen un clima tropical y además forman el pico norte del famoso Triángulo de las Bermudas, una amplia zona marítima en la que según la leyenda han desaparecido numerosos barcos y aviones en circunstancias inexplicables.

## Historia

### Descubrimiento
En el año 1505, el navegante español Juan Bermúdez descubrió las islas Bermudas, a las que les dio el nombre de su carabela, Garza. Se menciona como La Bermuda en el Legatio babylonica, publicado en 1511 por el historiador Pedro Mártir de Anglería, y también se incluyó en los mapas españoles de ese año. Tanto españoles como portugueses utilizaban las islas como un lugar para abastecerse de carne fresca y de agua, pero las leyendas de espíritus y demonios, que ahora se piensa que surgieron de los cantos estridentes de las aves (muy probablemente del petrel de Bermudas), junto con el fuerte ruido en la noche de los cerdos salvajes y el constante estado tormentoso (los primeros visitantes llegaron bajo esas condiciones) y un peligroso anillo de arrecifes, les impidieron realizar cualquier asentamiento permanente en la Isla de los Diablos.
Algunos años más tarde, un barco portugués en el camino de vuelta, desde Santo Domingo encalló entre dos rocas en el arrecife. La tripulación trató de salvar todo lo que pudo y pasó los siguientes cuatro meses en la construcción de un nuevo casco de cedro de las Bermudas para regresar a su punto de partida inicial.

### Colonización inglesa

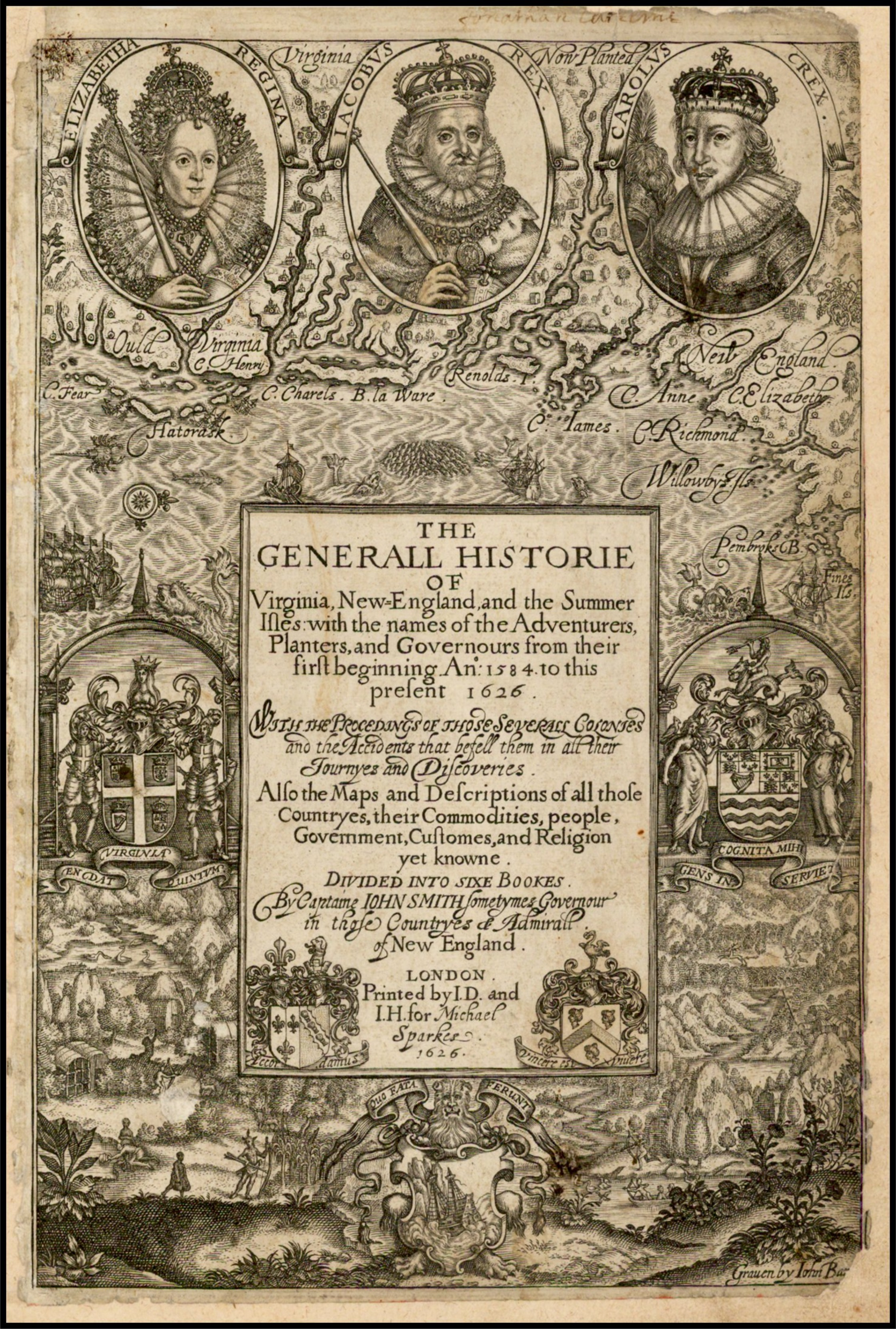
John Smith escribió una de las primeras historias de las Bermudas.

Se cree que, durante el siglo siguiente, la isla fue frecuentemente visitada pero no ocupada de manera permanente. Las dos primeras colonias inglesas en Virginia habían fracasado, pero el rey Jacobo I de Inglaterra (Jacobo VI de Escocia) inició un esfuerzo más decidido, concediendo carta real a la compañía de Virginia. En 1609, una flotilla de barcos dejó Inglaterra bajo el mando del almirante de la compañía, George Somers, y el nuevo gobernador de Jamestown, Thomas Gates, para aliviar la colonia de Jamestown, establecida dos años antes. Somers tenía experiencia previa navegando con Francis Drake y con Walter Raleigh. La flotilla fue separada por una tormenta y el buque insignia, el Sea Venture, naufragó frente a las Bermudas (como se describe en el escudo del territorio), dejando a los supervivientes en posesión de un nuevo territorio. (La obra La tempestad de William Shakespeare se cree que se inspiró en el relato de William Strachey de este naufragio). La mayoría de los supervivientes del Sea Venture fueron llevados a Jamestown en 1610 a bordo de dos buques construidos en las Bermudas. Entre ellos estaba John Rolfe, que dejó a una mujer y un niño enterrados en las Bermudas, pero en Jamestown se casó con Pocahontas, hija de Powhatan.
El asentamiento deliberado en las Bermudas comenzó con la llegada del Plough, en 1612. La isla fue reclamada por la Corona inglesa, y la Carta de la compañía de Virginia se amplió para incluirla. San Jorge fue poblado en 1612 y se convirtió en la primera capital de las Bermudas. Es el pueblo inglés habitado con continuidad más antiguo en el Nuevo Mundo.
En 1615, la colonia se transfirió a una nueva empresa, la Compañía de las Islas Somers (Islas Somers continúa siendo un nombre oficial de la colonia, nombrada así por el almirante Somers, como Gate's Bay y Fort Gates se nombran así por Thomas Gates), formada por los mismos accionistas. Los estrechos lazos con Virginia se conmemoran incluso después de la separación de las Bermudas por referencias al archipiélago en muchos nombres de lugares de Virginia, como Bermuda City y Bermuda Hundred. Las primeras monedas británicas en América fueron acuñadas aquí.

### Compañía colonial
Debido a su limitada superficie de tierra, las Bermudas han tenido dificultades con el exceso de población. En los dos primeros siglos la solución se basó en la emigración humana constante para mantener la población manejable. Con frecuencia se afirma que antes de la Revolución estadounidense más de diez mil personas de las Bermudas (más de la mitad de la población) emigraron, principalmente a las más meridionales de las Trece Colonias, donde Gran Bretaña fue desplazando a España como potencia imperial dominante europea. El goteo constante de la emigración continuó. La navegación era la verdadera única industria, a finales del siglo XVIII al menos un tercio de la mano de obra de las islas estaba en el mar en un momento dado.
La escasa superficie de tierra y los limitados recursos de este archipiélago, llevaron a la creación de lo que pueden ser las leyes de conservación más antiguas del Nuevo Mundo. En 1616 y 1620 se aprobaron los actos que prohibían la caza de determinadas aves y tortugas jóvenes.
En 1649, estalló la Guerra Civil en Inglaterra y el rey Carlos I fue decapitado en Whitehall, Londres. La tensión degeneró también en una guerra civil en las islas, que las milicias abortaron. Esto creó un fuerte sentido de la devoción a la corona para la mayoría de los colonos y obligó a aquellos que no juraron fidelidad a la Corona, como los puritanos y los independientes, al exilio en las Bahamas.
En el siglo XVII, la Compañía de las Islas Somers suprimió la construcción naval, puesto que necesitaba las Bermudas como granja con el fin de generar ingresos de la tierra. Sin embargo, la producción agrícola obtuvo un éxito limitado. Las cajas de cedro de las Bermudas para buques de tabaco a Inglaterra eran, según los informes, de un valor superior al de su contenido. La colonia de Virginia superaba con creces a las Bermudas en calidad y cantidad de tabaco producido. Las Bermudas comenzaron a recurrir a operaciones marítimas relativamente pronto en el siglo XVII, pero la Compañía de las Islas Somers utilizó toda su autoridad para evitar la reducción de la agricultura. Esta interferencia llevó a los isleños a exigir la revocación de la carta de la compañía en 1684, momento de su disolución.

### Economía marítima
Las Bermudas rápidamente abandonaron la agricultura en favor de la construcción naval, replantando los campos agrícolas con la especie de enebro nativo (Juniperus bermudiana, también llamado cedro de Bermudas), los árboles que crecían abundantemente en toda la isla. Con el establecimiento de un control efectivo sobre la Islas Turcas, los bermudianos deforestaron su paisaje para iniciar el comercio de la sal, que se convertiría en el más grande del mundo, y sería la piedra angular de la economía de las Bermudas para el próximo siglo.
Los marineros y mercaderes de las Bermudas, aunque más centrados en el comercio de la exportación de sal, también se dedicaron enérgicamente a la caza de ballenas, a la piratería y al comercio marítimo en general. Aunque los navíos explotaban las rutas de comercio tradicionales, también solían usarse para enfrentarse ante cualquier navío enemigo, independientemente de su tamaño o fuerza, lo que se tradujo en multitud de barcos bermudianos destruidos.
El balandro de las Bermudas ganó rápida fama por su velocidad y maniobrabilidad. El HSM Pickle fue de los navíos más rápidos de la Marina Real Británica, y fue el que llevó la noticia de la victoria en Trafalgar y la muerte del Almirante Nelson a Inglaterra.

### Fortaleza de las Bermudas

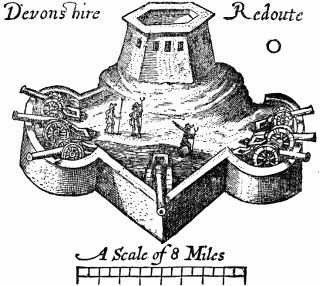
Ilustración del reducto Devonshire en las Bermudas en 1614.

Después de la Revolución estadounidense, la Marina Real británica comenzó a mejorar los puertos y construyó el mayor astillero en la isla de Irlanda, en el oeste del archipiélago, quedando como su principal base naval del Atlántico Occidental. Durante la Guerra de 1812, los ataques británicos en Washington D. C. y el de Chesapeake, que darían lugar a la redacción del himno estadounidense, se planearon y lanzaron desde las Bermudas. Fue aquí donde los soldados británicos se convocaron antes de ser enviados para atacar Baltimore y Washington. En 1816, James Arnold, hijo de Benedict Arnold, fortifica el astillero frente a posibles ataques de EE. UU. Hoy en día, el Museo Marítimo ocupa el Antiguo Astillero Real, junto al Comisariado de la Cámara de Representantes, y exhibe objetos históricos militares de la base.
Como resultado de su proximidad a la costa sureste de EE. UU., Bermudas fue utilizada regularmente por los Estados Confederados durante la guerra civil estadounidense para evadir buques de la Armada de la Unión y llevar al Sur las mercancías necesarias desde Inglaterra. El antiguo Hotel Globe en San Jorge, un centro de intrigas para los agentes de la Confederación, se conserva hoy como un museo abierto al público.

### Desarrollo económico y político

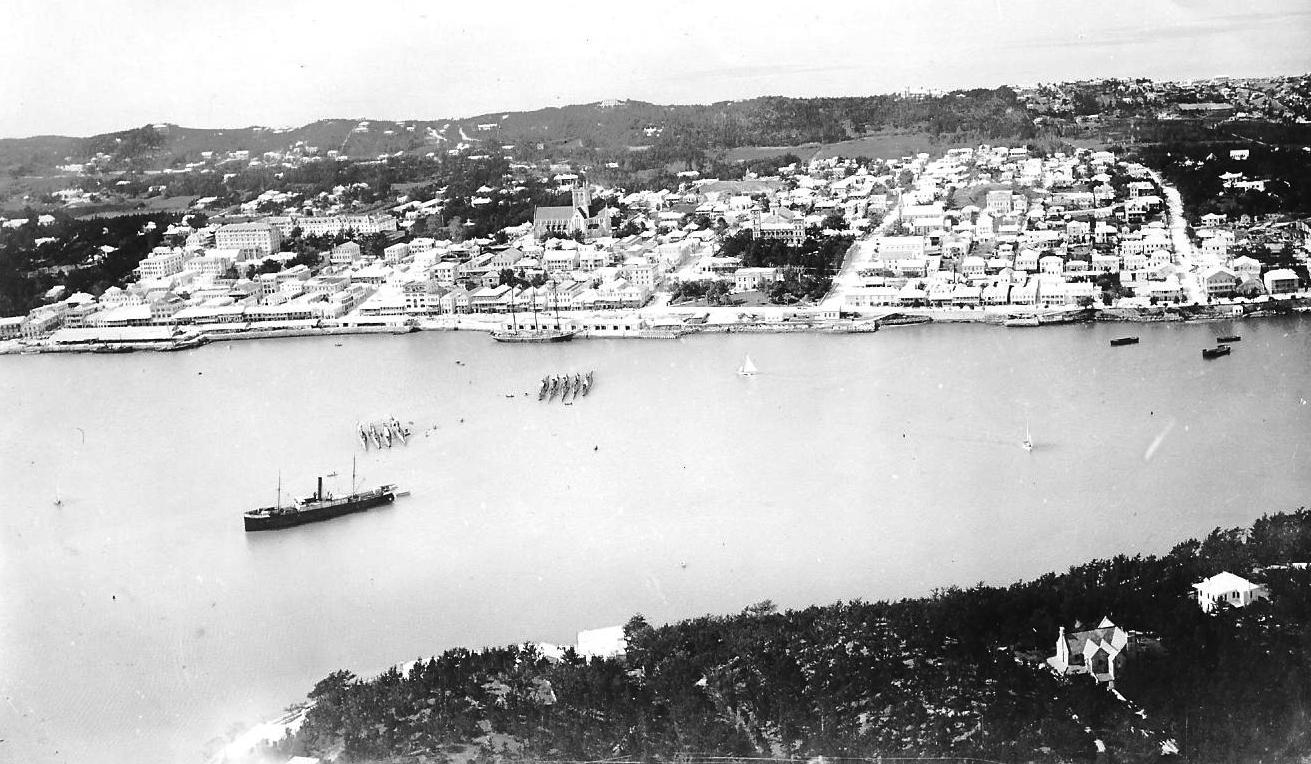
El puerto de Hamilton en 1926.

En el siglo XX, con el desarrollo del transporte y los sistemas de comunicación modernos, las Bermudas se convirtieron en un destino popular para los turistas estadounidenses, canadienses y británicos que llegaban por mar. Además, el Hawley Smoot Act —Ley promulgada por los Estados Unidos en contra de sus socios comerciales en 1930—, cortó la prosperidad del comercio de exportación agrícola de las Bermudas (principalmente lirios y verduras frescas a los EE. UU.), estimulando al territorio de ultramar para desarrollar su industria turística.
Después de varios intentos fallidos, en 1930 llegó el primer avión a las Bermudas. Se trataba de un hidroavión Stinson Detroiter que volaba desde Nueva York, y que tuvo que aterrizar en el océano una vez debido a la oscuridad y luego otra vez para repostar. La navegación y las previsiones meteorológicas mejoraron en 1933, cuando la Real Fuerza Aérea estableció una estación en las Bermudas y el flotador aviones operados desde el puerto, en coordinación con la flota británica. En 1936 Lufthansa comenzó a experimentar con vuelos en hidroavión desde Berlín a través de las Azores con la continuación a Nueva York. En la década de 1930, Imperial Airways y Pan American World Airways iniciaron sus operaciones regulares en hidroavión desde Nueva York y Baltimore a la isla de Darrell, Bermudas. En 1948, comenzó el servicio regular de aviones comerciales en el campo de Kindley (en la actualidad el aeropuerto internacional de las Bermudas), llegando a su punto álgido con la ayuda del turismo en las décadas de 1960 y 1970. A finales del siglo XX, los negocios internacionales suplantaron al turismo como el sector dominante de la economía de las Bermudas.

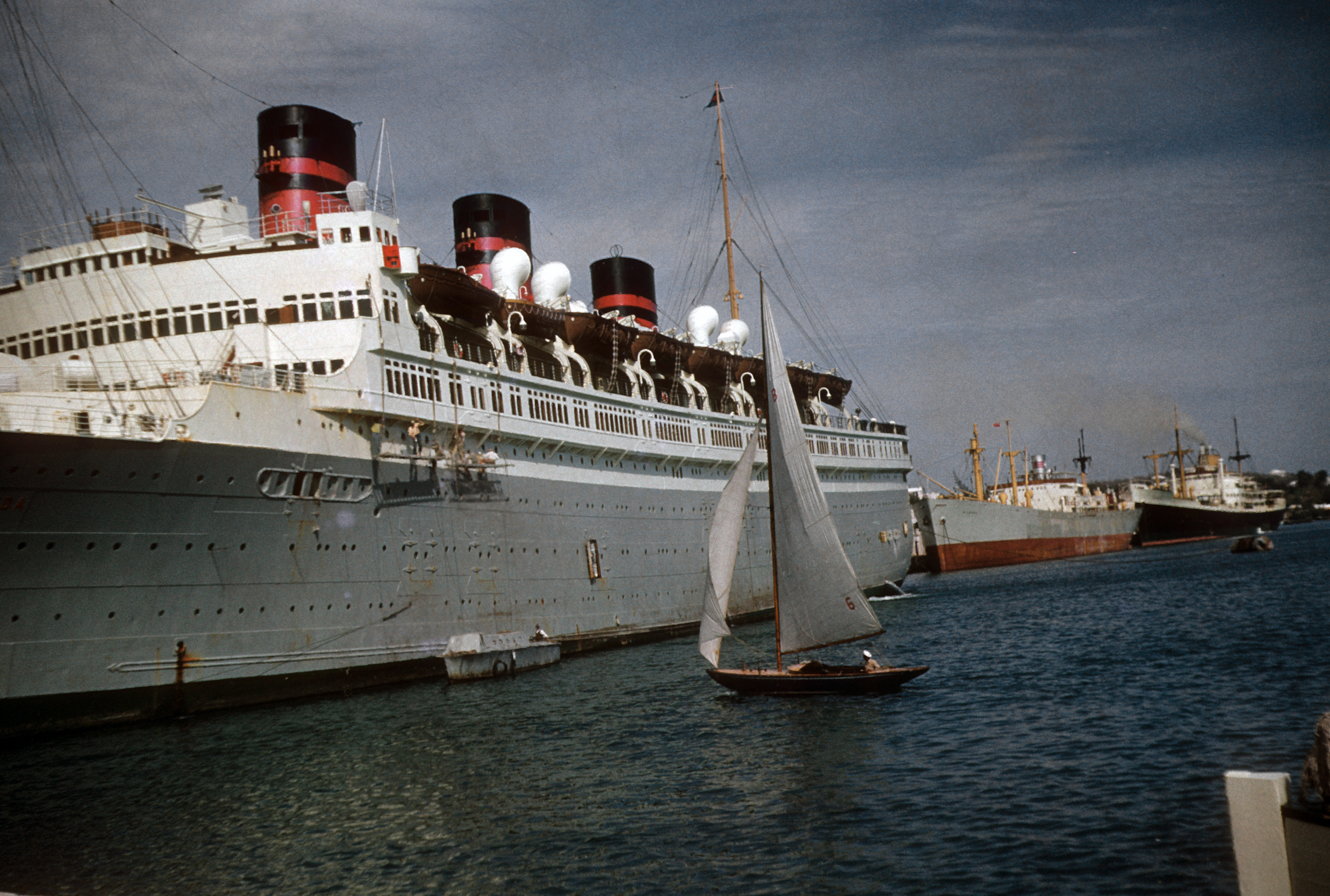
El S.S. Queen of Bermuda en el puerto de Hamilton en 1953.

El astillero de la Marina Real y la guarnición militar operador siguen siendo un componente importante de la economía de las Bermudas en el siglo XX. Además de obras importantes, las fuerzas armadas necesitan alimentos y otros materiales de los proveedores locales. A partir de la Segunda Guerra Mundial, las instalaciones militares de EE. UU. también se encuentran en las Bermudas.
El sufragio universal de adultos y el desarrollo de un sistema político bipartidista se produjeron en la década de 1960. Antes de sufragio universal, adoptada en el marco de la Constitución de las Bermudas en 1967, la votación se basaba en la propiedad (consulte la sección "Política", a continuación, y política de las Bermudas). El 10 de marzo de 1973, el entonces gobernador de las Bermudas Richard Sharples fue asesinado por los militantes locales Black Power durante un período de disturbios civiles en la década de 1970.
A principios del siglo XX, cuando el transporte moderno y los sistemas de comunicación se desarrollaron, las Bermudas se hicieron un destino popular para turistas estadounidenses, británicos y canadienses ricos y multimillonarios. Además, el arancel decretado por los Estados Unidos en 1930 dañó el comercio agrícola de exportación —principalmente de verduras frescas con los Estados Unidos— estimulando con ello el desarrollo de la industria turística en el territorio de ultramar, que, tras el comercio internacional, es la segunda en importancia económica de la isla.
Durante la Segunda Guerra Mundial, las Bermudas adquirieron importancia como base militar debido a su posición estratégica en el océano Atlántico. En 1941, los Estados Unidos firmaron un acuerdo de préstamo-arriendo con el Reino Unido, dando a los británicos los destructores del ejército estadounidenses de sobra a cambio de derechos de arriendo durante 99 años, para establecer bases navales y aéreas en Bermudas. Las bases consistían en 5,8 km² (2,25 millas cuadradas.) de tierra, en gran parte reclamada al mar. La Estación Aérea Naval estadounidense estaba sobre la isla Saint David, mientras su Anexo se hallaba al final occidental de la isla, en el Gran Fondeadero.
Desde el 1 de septiembre de 1995, ambas bases fueron clausuradas, dado que eran bases británicas y canadienses en la isla. Las cuestiones sin resolver acerca de la retirada en 1995 de las fuerzas estadounidenses relacionadas principalmente con factores ambientales retrasaron la vuelta formal de las tierras bajas al Gobierno de Bermudas. Los Estados Unidos, formalmente, devolvieron las tierras de sus bases en 2002.
En 1995 se llevó a cabo un referéndum sobre la independencia de Bermudas, en el cual está opción fue derrotada .

## Geografía

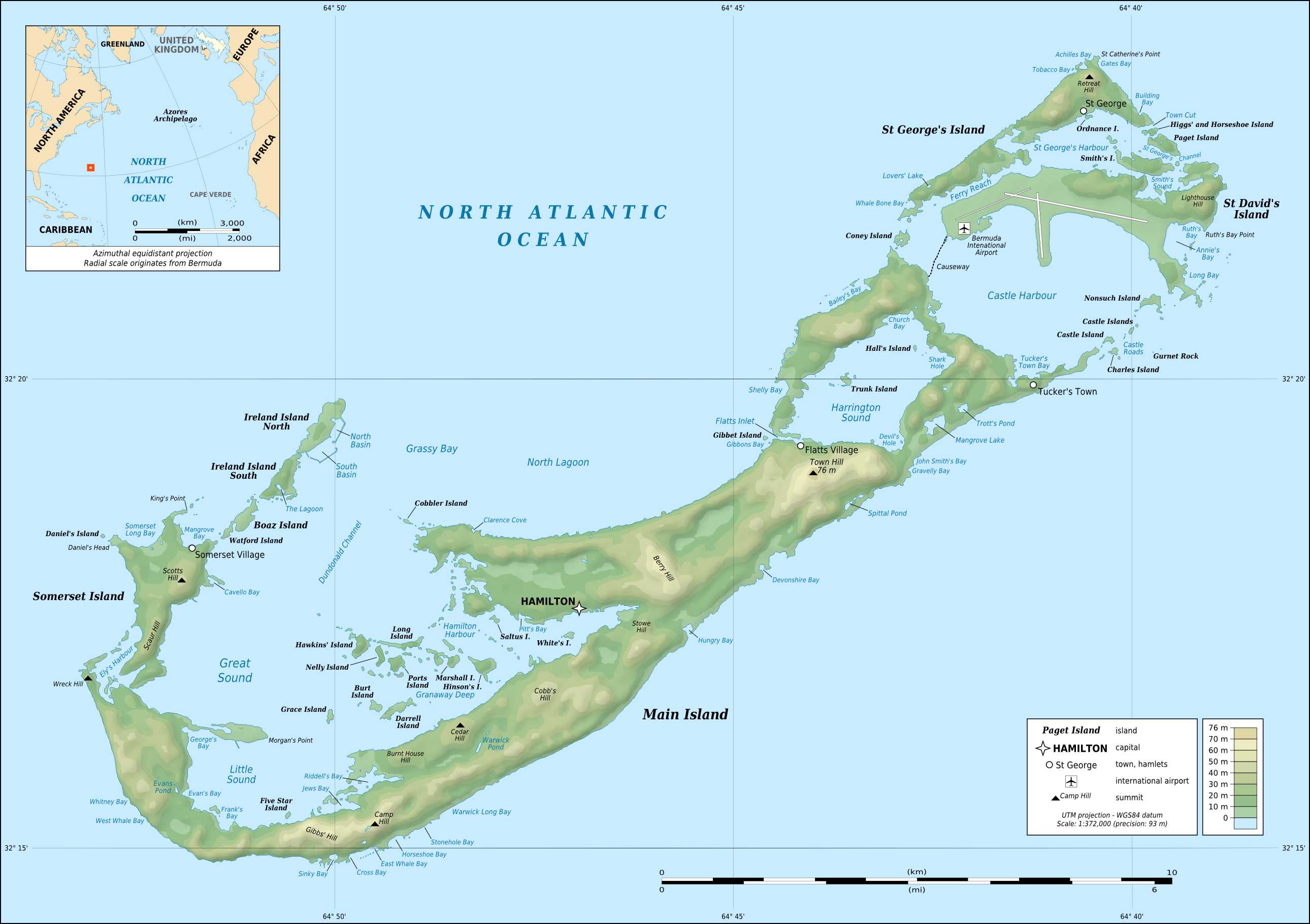
Mapa topográfico de Bermudas.

La geografía de Bermudas está llena de diversidad. Está formada por más de 150 islas, extendidas básicamente en el mar de los Sargazos. Está en el camino de la corriente del Golfo frente a la costa de "Las Carolinas" y se extiende sobre un área de 54 km².

### Islas

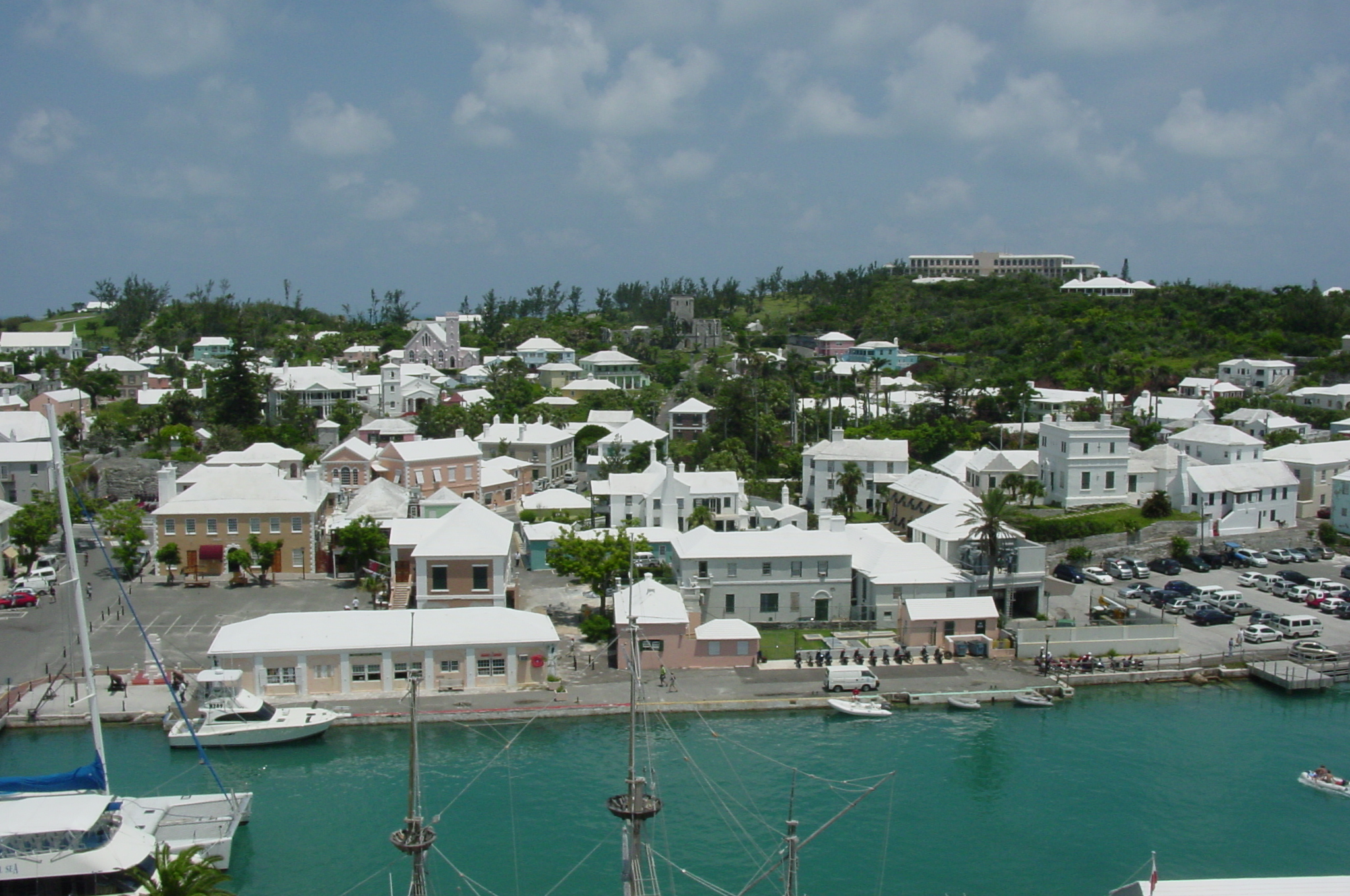
En la actualidad Bermudas se han convertido en un destino turístico. En la imagen, St. George.

El archipiélago está formado por más de 150 islas, de las cuales solo seis son las que cobran mayor importancia.
Bermuda, Gran Bermuda o isla Main, es la más grande, de 23 km de longitud; Somerset; Ireland; Saint George's; Saint Davids, y Boaz.
La formación de las islas es de origen volcánico y a la vez presentan formaciones coralinas y rodeadas por arrecifes de coral sumergidos, que los turistas pueden observar al sumergirse en las muy cristalinas aguas.
En 1609 se estableció una colonia inglesa, cuando naufragó George Somers con un grupo de colonos.
La mayoría de las islas del archipiélago están deshabitadas. Los lugareños y turistas ocupan alrededor de 20 islas. Las demás islas son un tesoro natural incalculable. Las actividades económicas de este territorio británico se producen, sobre todo, dentro de seis islas. Las islas principales son:
- Isla Gran Bermuda
- Saint George
- Saint David
- Somerset
- Irlanda
- Boaz

Hamilton es la capital de las islas Bermudas y también sirve como puerto principal y el mayor centro comercial. La geografía de Bermudas ofrece sobre todo montañas volcánicas cubiertas con corales. Los filones subacuáticos están cercanos a las islas de Bermudas. La laguna coralina es otra característica interesante del entorno. La altura media de las islas está alrededor de 80 metros sobre el nivel del mar.

### Clima

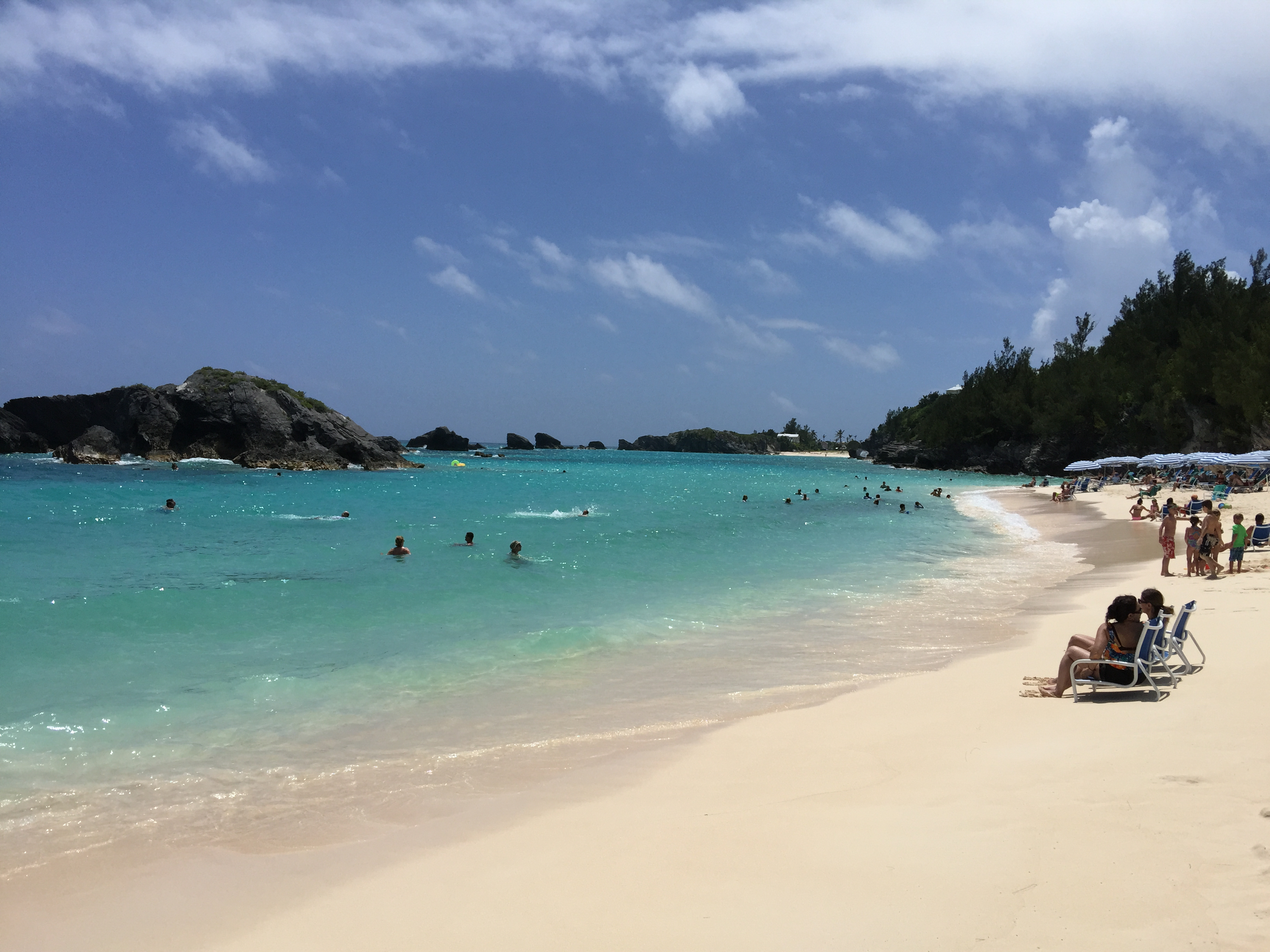
Las islas Bermudas destacan por sus playas y su clima tropical

Las Bermudas tienen un clima tropical (clasificación climática de Köppen: Af). Las islas se calientan por la cercana corriente del Golfo, y la baja latitud. Las islas pueden experimentar temperaturas moderadamente más frescas en enero, febrero y marzo [un promedio de 17 °C (63 °F)]. Nunca ha habido nieve, ni escarcha o congelación en las Bermudas.
El índice de calor en verano en las Bermudas puede ser alto, aunque las temperaturas de mediados de agosto raramente exceden los 30 °C (86 °F). La temperatura más alta registrada fue de 34 °C (93 °F) en agosto de 1989. La temperatura media anual del océano Atlántico alrededor de las Bermudas es de 22,8 °C (73,0 °F), desde 18,6 °C (65,5 °F) en febrero hasta 28,2 °C (82,8 °F) en agosto.
Las Bermudas se calientan gracias a la cercana Corriente del Golfo y a su baja latitud. Las islas pueden experimentar temperaturas modestamente más frías en enero, febrero y marzo [promedio de 18 °C (64 °F) Nunca ha habido nieve, una helada o congelación registrada en las Bermudas. La zona de rusticidad es 11b/12a. En otras palabras, lo más frío que se puede esperar que haga la temperatura mínima anual es alrededor de 50 °F (10 °C). Esto es muy alto para tal latitud y es media zona más alta que los Cayos de Florida.
Bermudas se encuentra en el cinturón de huracanes. A lo largo de la Corriente del Golfo, suele estar directamente en la trayectoria de los huracanes que se repiten en los vientos del oeste, aunque suelen empezar a debilitarse al acercarse a Bermudas, cuyo pequeño tamaño hace que las recaladas directas de huracanes sean poco frecuentes. El huracán Emily fue el primero en hacerlo en tres décadas, cuando golpeó las Bermudas sin previo aviso en 1987. Los huracanes más recientes que causaron daños significativos en las Bermudas fueron el huracán Gonzalo, de categoría 2, el 18 de octubre de 2014, y el huracán Nicole, de categoría 3, el 14 de octubre de 2016, que golpearon directamente la isla. El huracán Paulette, de categoría 2, golpeó directamente la isla en 2020. Antes de eso, el huracán Fabián, el 5 de septiembre de 2003, fue el último gran huracán que golpeó Bermudas directamente, con vientos de más de 120 mph (190 km/h), categoría 3).

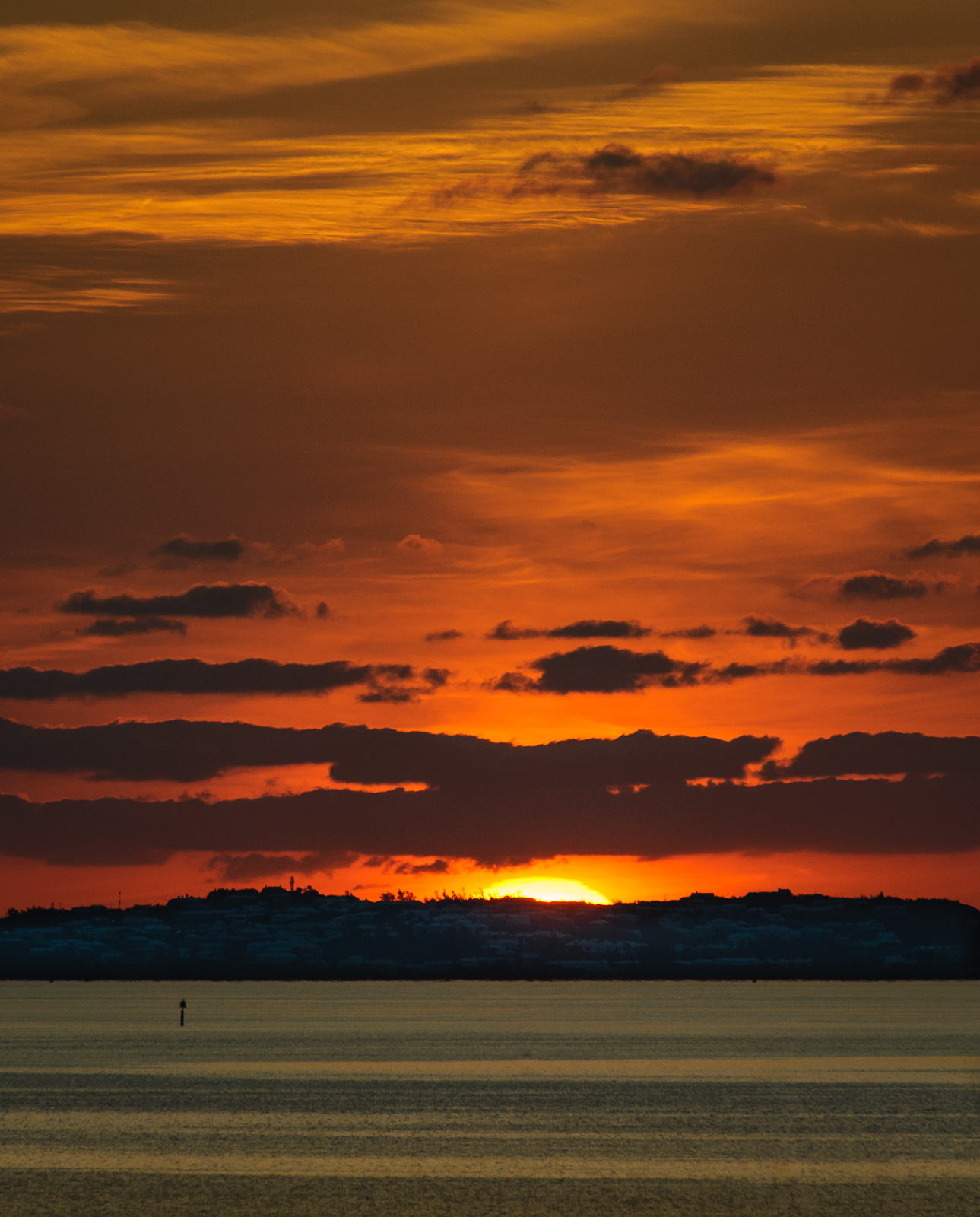
Amanecer en Spanish Point (Punta española)

Sin ríos ni lagos de agua dulce, la única fuente de agua dulce son las precipitaciones, que se recogen en tejados y captaciones (o se extraen de lentes subterráneas) y se almacenan en depósitos. Cada vivienda suele tener al menos uno de estos depósitos formando parte de sus cimientos. La ley exige que cada hogar recoja el agua de lluvia que se canaliza desde el tejado de cada casa. La media mensual de precipitaciones es más alta en octubre, con más de 150 mm, y más baja en abril y mayo.

El acceso a la biocapacidad en Bermudas es muy inferior a la media mundial. En 2016, las Bermudas tenían 0,14 hectáreas globales de biocapacidad por persona en su territorio, muy por debajo de la media mundial de 1,6 hectáreas globales por persona. En 2016, las Bermudas utilizaron 7,5 hectáreas globales de biocapacidad por persona, es decir, su huella ecológica de consumo. Esto significa que utilizan mucha más biocapacidad de la que contienen las Bermudas. Como resultado, Bermudas tiene un déficit de biocapacidad.

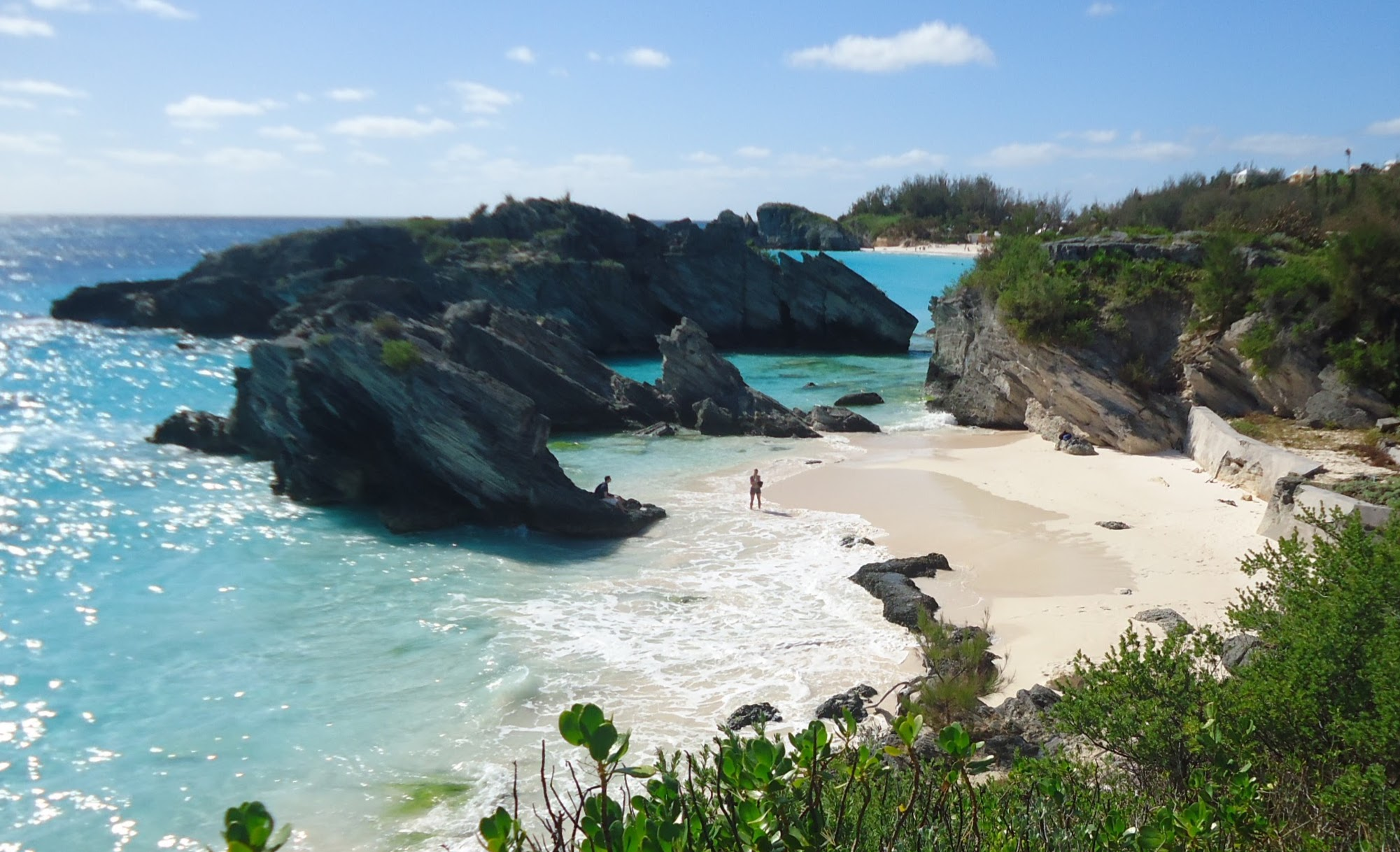
Formaciones rocosas en la Bahía Horseshoe, Islas Bermudas

| Parámetros climáticos promedio de Hamilton, capital de las Bermudas           | Parámetros climáticos promedio de Hamilton, capital de las Bermudas | Parámetros climáticos promedio de Hamilton, capital de las Bermudas | Parámetros climáticos promedio de Hamilton, capital de las Bermudas | Parámetros climáticos promedio de Hamilton, capital de las Bermudas | Parámetros climáticos promedio de Hamilton, capital de las Bermudas | Parámetros climáticos promedio de Hamilton, capital de las Bermudas | Parámetros climáticos promedio de Hamilton, capital de las Bermudas | Parámetros climáticos promedio de Hamilton, capital de las Bermudas | Parámetros climáticos promedio de Hamilton, capital de las Bermudas | Parámetros climáticos promedio de Hamilton, capital de las Bermudas | Parámetros climáticos promedio de Hamilton, capital de las Bermudas | Parámetros climáticos promedio de Hamilton, capital de las Bermudas | Parámetros climáticos promedio de Hamilton, capital de las Bermudas |
| Mes                                                                           | Ene.                                                                | Feb.                                                                | Mar.                                                                | Abr.                                                                | May.                                                                | Jun.                                                                | Jul.                                                                | Ago.                                                                | Sep.                                                                | Oct.                                                                | Nov.                                                                | Dic.                                                                | Anual                                                               |
| ----------------------------------------------------------------------------- | ------------------------------------------------------------------- | ------------------------------------------------------------------- | ------------------------------------------------------------------- | ------------------------------------------------------------------- | ------------------------------------------------------------------- | ------------------------------------------------------------------- | ------------------------------------------------------------------- | ------------------------------------------------------------------- | ------------------------------------------------------------------- | ------------------------------------------------------------------- | ------------------------------------------------------------------- | ------------------------------------------------------------------- | ------------------------------------------------------------------- |
| Temp. máx. abs. (°C)                                                          | 25.4                                                                | 26.1                                                                | 26.1                                                                | 27.2                                                                | 30                                                                  | 32.2                                                                | 33.1                                                                | 33.9                                                                | 33.2                                                                | 31.7                                                                | 28.9                                                                | 26.7                                                                | 33.9                                                                |
| Temp. máx. media (°C)                                                         | 20.4                                                                | 20.3                                                                | 20.3                                                                | 21.6                                                                | 24.1                                                                | 27                                                                  | 29.2                                                                | 29.8                                                                | 28.8                                                                | 26.3                                                                | 23.6                                                                | 21.4                                                                | 24.4                                                                |
| Temp. media (°C)                                                              | 18.2                                                                | 18                                                                  | 18                                                                  | 19.3                                                                | 22                                                                  | 24.9                                                                | 26.7                                                                | 27.2                                                                | 26.2                                                                | 23.9                                                                | 21.2                                                                | 19                                                                  | 22                                                                  |
| Temp. mín. media (°C)                                                         | 16.1                                                                | 15.7                                                                | 15.7                                                                | 16.9                                                                | 19.9                                                                | 22.8                                                                | 24.1                                                                | 24.5                                                                | 23.5                                                                | 21.4                                                                | 18.7                                                                | 16.5                                                                | 19.6                                                                |
| Temp. mín. abs. (°C)                                                          | 7.8                                                                 | 7.2                                                                 | 7.2                                                                 | 8.9                                                                 | 12.8                                                                | 17.8                                                                | 20                                                                  | 20                                                                  | 18.9                                                                | 14.4                                                                | 12.4                                                                | 10                                                                  | 6.7                                                                 |
| Precipitación total (mm)                                                      | 128.5                                                               | 115.3                                                               | 110                                                                 | 87.9                                                                | 82.8                                                                | 130.3                                                               | 114.6                                                               | 130.8                                                               | 129.3                                                               | 161.3                                                               | 105.4                                                               | 114.3                                                               | 1409.7                                                              |
| Días de precipitaciones (≥ 0.01 inch)                                         | 17                                                                  | 15                                                                  | 15                                                                  | 12                                                                  | 10                                                                  | 12                                                                  | 13                                                                  | 14                                                                  | 15                                                                  | 16                                                                  | 13                                                                  | 17                                                                  | 171                                                                 |
| Horas de sol                                                                  | 155                                                                 | 145                                                                 | 155                                                                 | 240                                                                 | 248                                                                 | 270                                                                 | 279                                                                 | 279                                                                 | 240                                                                 | 186                                                                 | 180                                                                 | 124                                                                 | 2501                                                                |
| Fuente: Bermuda Weather Service, weather2travel.comfor data of sunshine hours |                                                                     |                                                                     |                                                                     |                                                                     |                                                                     |                                                                     |                                                                     |                                                                     |                                                                     |                                                                     |                                                                     |                                                                     |                                                                     |

### Geología
Los análisis isotópicos publicados recientemente muestran que las Bermudas representan una muestra muy poco habitual del manto terrestre, nunca antes vista en la superficie de la Tierra. Los volcanes han hecho aflorar fundidos de sílice subsaturados que están significativamente enriquecidos en elementos incompatibles, incluidos volátiles que normalmente no pueden persistir en el manto terrestre.
La firma isotópica de este sustrato geológico es para el plomo extrema y única. Las Bermudas presentan las relaciones isotópicas 206Pb/204Pb más radiogénicas encontradas en cualquier cuenca oceánica (con relaciones 206Pb/204Pb de 19,9 a 21,7). Las bajas relaciones 207Pb/204Pb) y los isótopos Sr, Nd y Hf relativamente invariantes sugieren que este sustrato tiene menos de 650 millones de años. Por tanto, las Bermudas habrían surgido de un yacimiento transicional del manto hasta ahora desconocido, "resultado del reciclaje y almacenamiento de elementos incompatibles y volátiles 6,7,8 en la zona de transición (entre el manto superior y el inferior), ayudado por el fraccionamiento del plomo un mineral estable sólo en esta capa límite, como la K-hollandita "

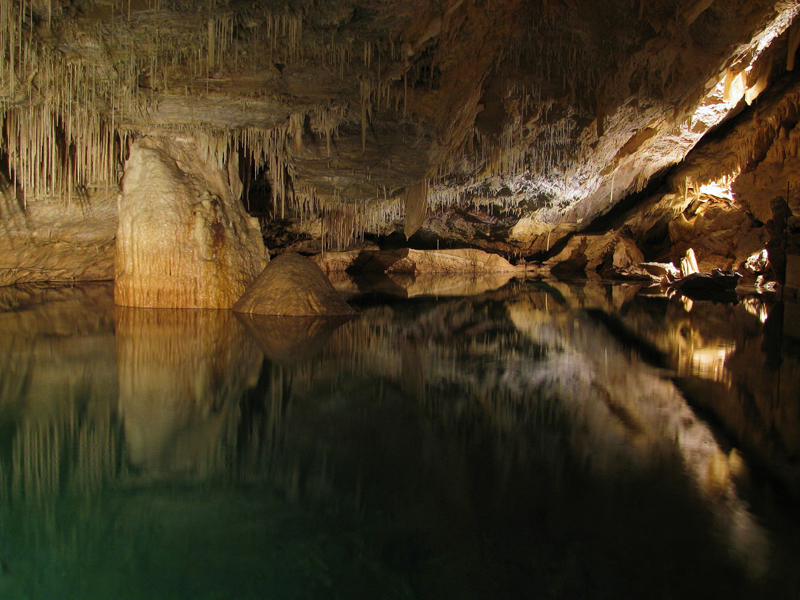
Cueva Fantasy, Islas Bermudas

Este reciclaje de material reciente (en el sentido geológico del término "reciente") de la zona de transición del manto podría ser el resultado de eventos de subducción que se remontan a la formación de Pangea, razón por la cual este reservorio sólo se ha encontrado hasta ahora en el Atlántico. Los modelos geodinámicos disponibles sugieren que las perturbaciones en el flujo del manto pueden ser responsables de este muestreo inusual de la capa límite del manto. Los estudios sísmicos y las inclusiones de diamante 6,7 indican que en la zona de transición puede almacenarse material reciclado. Por primera vez, que sepamos, hemos mostrado pruebas geoquímicas de que este almacenamiento es clave para la generación de dominios isotópicos extremos que anteriormente se creía que sólo estaban vinculados al reciclado profundo.
Las heterogeneidades químicas, como ésta (con elementos volátiles e incompatibles), que a veces se observan en el manto se explican generalmente por el reciclaje de material subductado en el manto, que luego puede ascender con el magma a través del vulcanismo.
Un estudio sobre la petrología y la geoquímica de la isla, realizado por el Institut des sciences de la Terre (ISTerre) en 2019, propone otro modelo distinto del simple afloramiento de material caliente del manto. En su lugar, se trataría de una mezcla de material del manto y trozos de placas enterradas en una "zona de transición " del manto desde la separación del supercontinente Pangea. Tras una perturbación hace 30 millones de años, esta "sopa" de rocas ascendió progresivamente hasta la corteza terrestre y, posteriormente, hasta la superficie del océano.

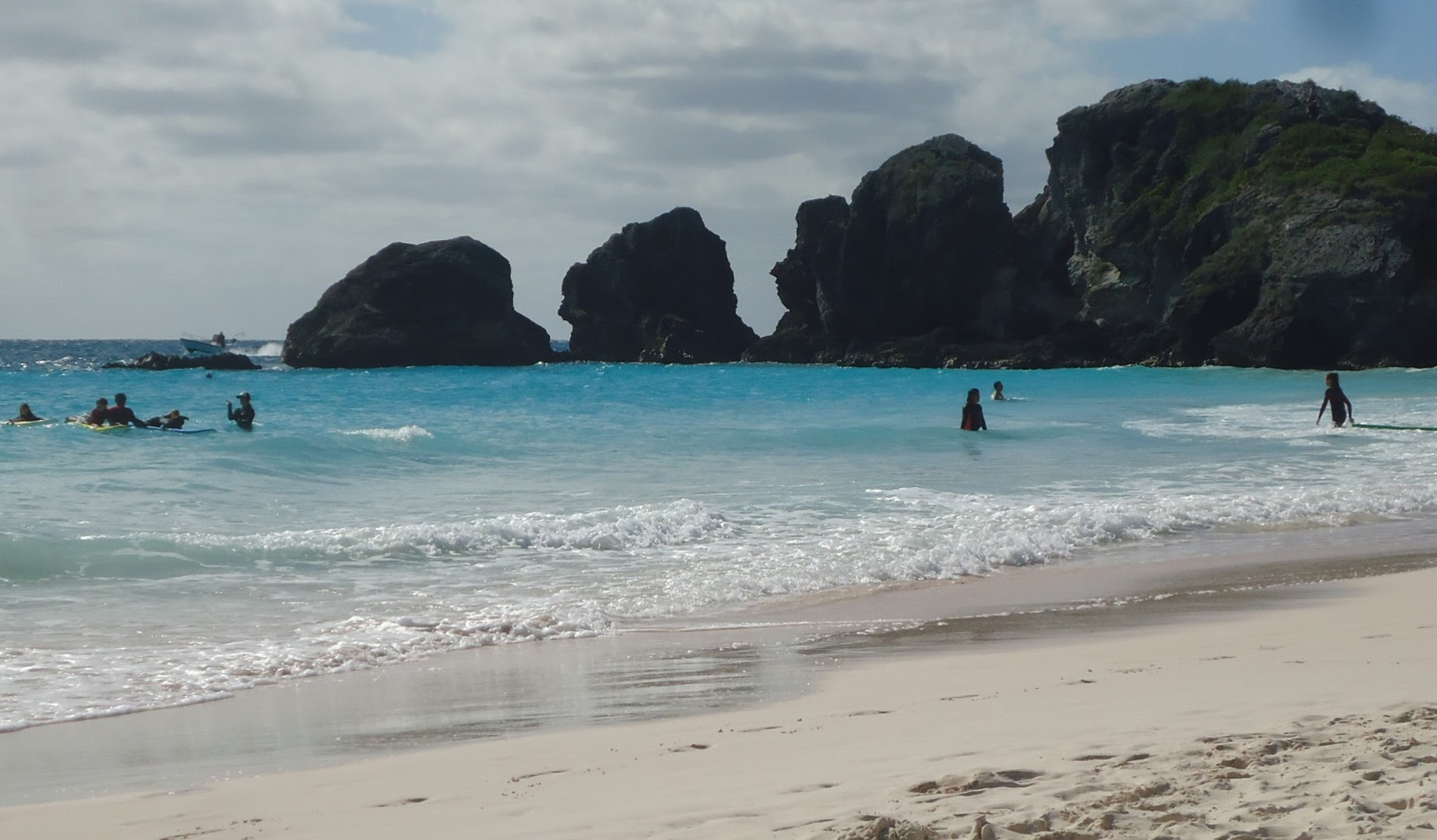
La Erosión producto de las olas del Mar ha moldeado la costa de las islas

Las Bermudas están formadas por más de 150 islas calizas, pero sobre todo por cinco islas principales, a lo largo del margen meridional de la Plataforma de las Bermudas, uno de los tres altos topográficos que se encuentran en el Pedestal de las Bermudas. Este Pedestal de las Bermudas se asienta sobre la Subida de las Bermudas, un oleaje a media cuenca rodeado de llanuras abisales. El Pedestal de las Bermudas es una de las cuatro elevaciones topográficas alineadas aproximadamente de noreste a suroeste. Los otros, todos sumergidos, son el monte submarino Bowditch, al noreste, y el banco Challenger y el banco Argus, al suroeste.
El levantamiento inicial de esta elevación se produjo en el Eoceno medio a tardío y concluyó en el Oligoceno tardío, cuando descendió por debajo del nivel del mar. Las rocas volcánicas asociadas a esta elevación son lavas toleíticas y láminas intrusivas de lamprofiro, que forman un basamento volcánico, en promedio, 50 m (160 pies) por debajo de la superficie carbonatada de la isla.
Las calizas de Bermudas consisten en biocalcarenitas con conglomerados menores. 

La parte de las Bermudas situada por encima del nivel del mar está formada por rocas depositadas por procesos eólicos, con un terreno kárstico. Estas eolianitas son en realidad la localidad tipo, y se formaron durante las interglaciaciones (es decir, los niveles superiores de la capa caliza, formados principalmente por algas secretoras de calcio, se descompusieron en arena por la acción de las olas durante la interglaciación, cuando el monte submarino estaba sumergido, y durante la glaciación, cuando la parte superior del monte submarino estaba por encima del nivel del mar, esa arena fue soplada en dunas y fusionada en una arenisca caliza), y están jalonadas por paleosuelos rojos, también denominados geosuelos o terra rossas, indicativos del polvo atmosférico sahariano y formados durante las etapas glaciares. 

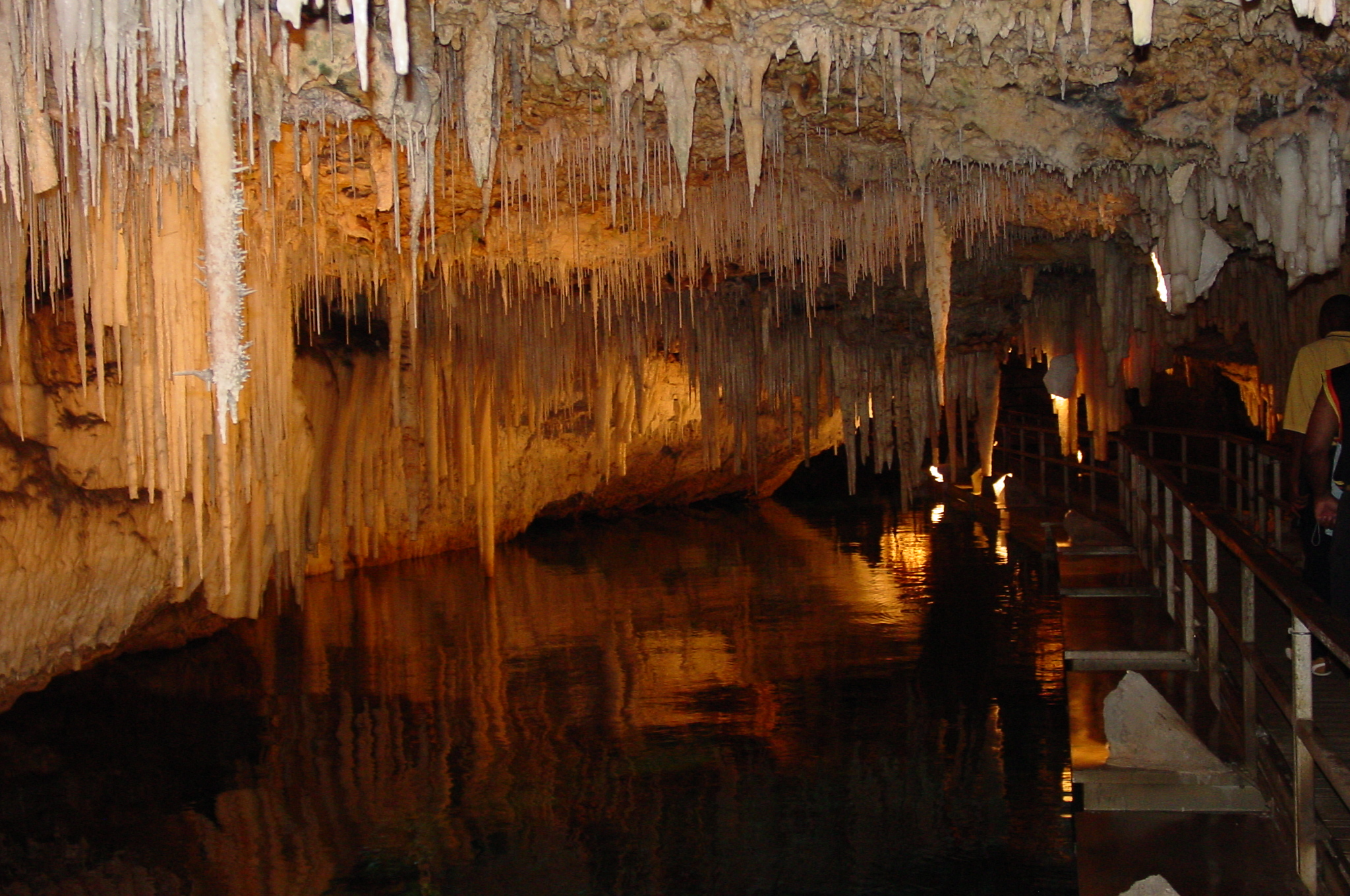
Lagos subterráneos en la Cueva Crystal, Islas Bermudas

La columna estratigráfica comienza con la Formación Walsingham, superpuesta por el Geosol Castle Harbour, las Formaciones Lower y Upper Town Hill separadas por el Geosol Harbour Road, el Geosol Ord Road, la Formación Belmont, el Geosol Shore Hills, la Formación Rocky Bay y la Formación Southampton.
Las crestas de eolianita más antiguas (Bermudas más antiguas) son más redondeadas y tenues en comparación con la costa exterior (Bermudas más jóvenes). Por lo tanto, la morfología posterior a la deposición incluye erosión química, con masas de agua costeras que demuestran que gran parte de las Bermudas es karst pleistoceno parcialmente ahogado. La Formación Walsingham es un claro ejemplo, constituyendo el distrito de cuevas alrededor de Castle Harbour. La Formación Upper Town Hill forma el núcleo de la Isla Principal, y colinas prominentes como Town Hill, Knapton Hill y St. David's Lighthouse, mientras que las colinas más altas, Gibbs Hill Lighthouse, se deben a la Formación Southampton.
Bermudas posee dos acuíferos principales, el Acuífero Langton ubicado dentro de las Formaciones Southampton, Rocky Bay y Belmont, y el Acuífero Brighton ubicado dentro de la Formación Town Hill. En las Bermudas existen cuatro lentes de agua dulce, siendo el Lente Central el más grande de la Isla Principal, con una superficie de 7,2 km² (1.800 acres) y un espesor superior a los 10 m (33 pies).

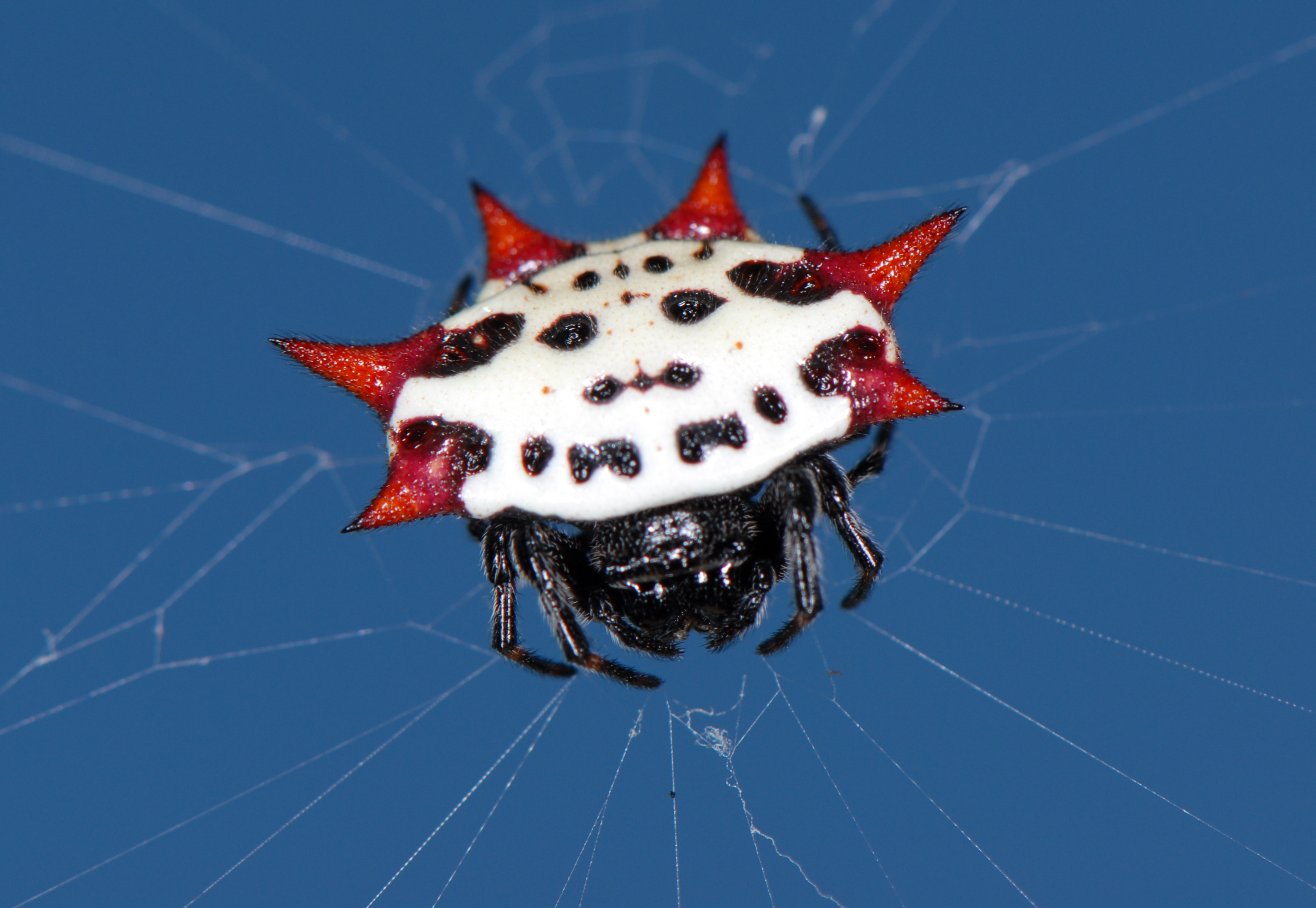
Araña Joya o soldado (Gasteracantha cancriformis) en la parroquia Hamilton, Bermudas

### Biodiversidad
Situadas en América del Norte a 900 km de la costa este de Estados Unidos, las Bermudas son una cadena en forma de media luna de 184 islas e islotes que en su día fueron el borde de un volcán. Las islas son ligeramente montañosas en lugar de tener acantilados escarpados, y su punto más alto alcanza los 79 m. La costa tiene muchas bahías y ensenadas, con playas de arena, sobre todo en la costa sur. Las Bermudas tienen un clima tropical, calentado por la corriente del Golfo. Las Bermudas están muy densamente pobladas. Veinte de las islas están habitadas.
La fauna que podía volar a la isla o era transportada hasta ella por vientos y corrientes formaba la especie. No hay más mamíferos autóctonos que los murciélagos y sólo dos reptiles, pero sí un gran número de aves, plantas e insectos. Una vez en la isla, los organismos tuvieron que adaptarse a las condiciones locales, como el clima húmedo, la falta de agua dulce, las frecuentes tormentas y la niebla salina. La superficie de las islas se redujo al subir el nivel de las aguas a finales del Pleistoceno, y cada vez menos especies pudieron sobrevivir en la reducida superficie terrestre. Se conocen casi 8.000 especies diferentes de flora y fauna de las islas Bermudas. Es probable que el número sea considerablemente mayor si se contaran todos los microorganismos, los habitantes de las cuevas y las especies de las profundidades marinas.

En la actualidad, la variedad de especies de las Bermudas ha aumentado considerablemente debido a las introducciones, tanto deliberadas como accidentales. Muchas de estas especies introducidas han supuesto una amenaza para la flora y fauna autóctonas debido a la competencia y la interferencia con el hábitat.

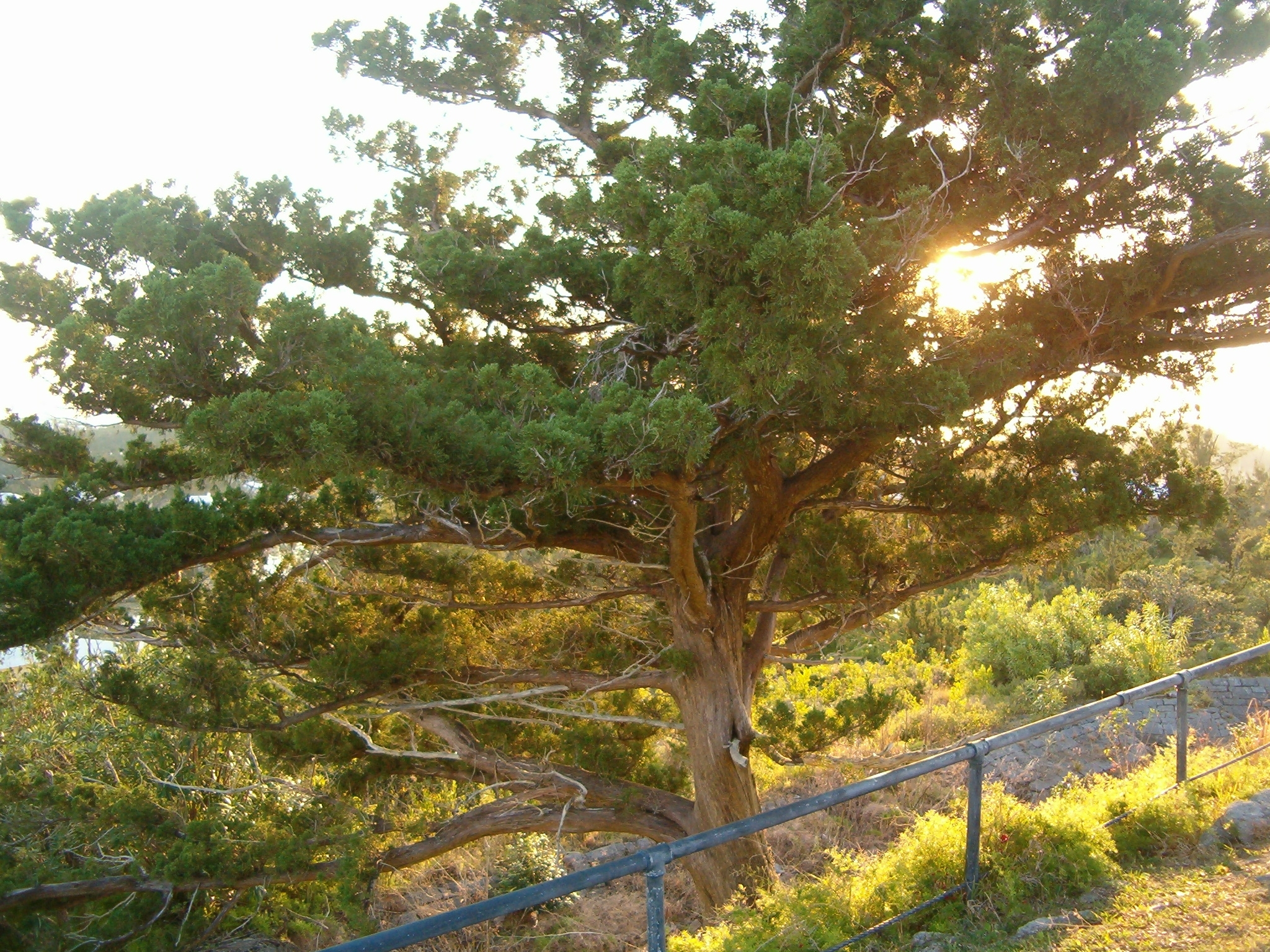
Un cedro de las Bermudas (Juniperus bermudiana) en el fuerte de Scaur Hill, en la isla de Somerset, Bermudas

### Flora
En las islas hay más de 1000 especies de plantas vasculares, la mayoría introducidas. De las 165 especies autóctonas, 17 son endémicas.
En el momento del primer asentamiento humano por parte de náufragos ingleses en 1593, las Bermudas estaban dominadas por bosques de cedro de las Bermudas (Juniperus bermudiana) con manglares en la costa. A partir de 1609 comenzó un asentamiento más deliberado, y los colonos empezaron a talar los bosques para utilizarlos en la construcción y la fabricación de barcos, y para desarrollar el cultivo agrícola. En la década de 1830, las exigencias de la industria naval habían diezmado los bosques, pero éstos se recuperaron en muchas zonas.
En la década de 1940, los bosques de cedro fueron devastados por cochinillas introducidas, que mataron unos 8 millones de árboles. Desde entonces se ha replantado con árboles resistentes, pero la superficie cubierta de cedro es sólo el 10% de lo que solía ser. Otro componente importante del bosque original era la palma bermuda (Sabal bermudana), una palmera pequeña. En la actualidad crece en algunos pequeños parches, sobre todo en Paget Marsh. Otros árboles y arbustos son el olivo de las Bermudas (Cassine laneana) y la morera de las Bermudas (Chiococca alba). El clima permite el crecimiento de otras palmeras como la palmera real (Roystonea spp.) y el cocotero (Cocos nucifera), aunque la falta de temperaturas muy cálidas no suele permitir que los cocos fructifiquen adecuadamente. Las Bermudas son el lugar más septentrional del hemisferio norte donde los cocoteros crecen de forma natural.

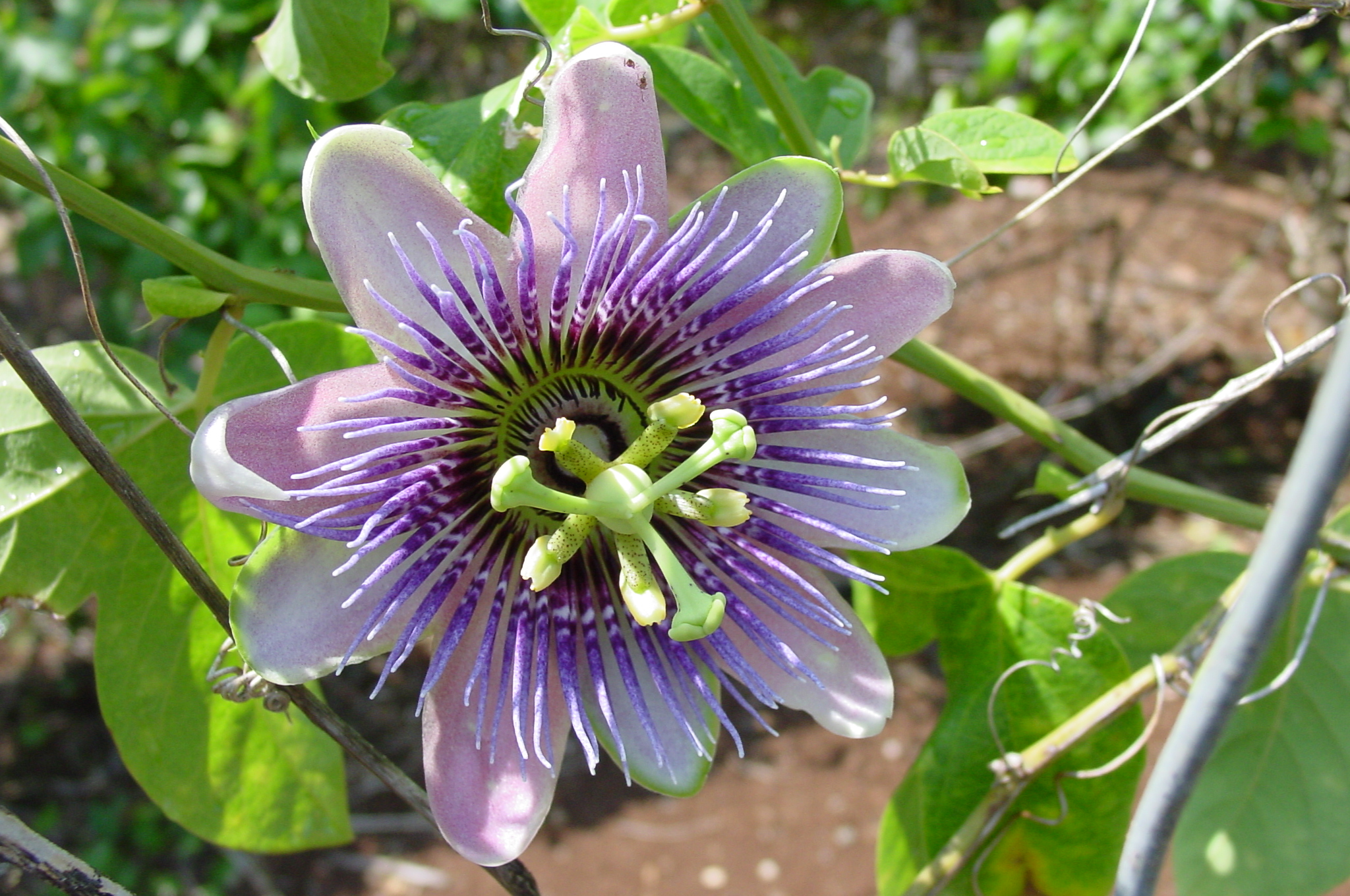
Flor de la pasión (Passiflora caerulea) en Bermudas

Se pueden encontrar restos de manglares alrededor de la costa y en algunos lugares del interior, como la Reserva Natural de la bahía de Hungry y Mangrove Lake (Bermudas). Eran importantes para moderar los efectos de las tormentas y proporcionar hábitats de transición. Aquí, el mangle negro (Avicennia germinans) y el mangle rojo (Rhizophora mangle) son los manglares más septentrionales del Atlántico. Los pantanos interiores son especialmente interesantes, ya que los manglares prosperan en aguas saladas; en este caso, el agua salada llega a través de canales subterráneos en lugar del habitual lavado por las mareas de los manglares costeros. Las zonas de marismas de turba incluyen las marismas de Devonshire, Pembroke y Paget.
Bermudas tiene cuatro helechos endémicos: el helecho de las Bermudas (Adiantum bellum), el helecho de las Bermudas (Thelypteris bermudiana), el helecho de las Bermudas (Ctenitis sloanei) y el helecho del Gobernador Laffan (Diplazium laffanianum). Este último está extinguido en estado salvaje, pero se cultiva en el jardín botánico de las Bermudas. La flora endémica de la isla también incluye dos musgos, diez líquenes y cuarenta hongos.
Entre las numerosas especies introducidas destacan la casuarina (Casuarina equisetifolia) y el cerezo de Surinam (Eugenia uniflora).

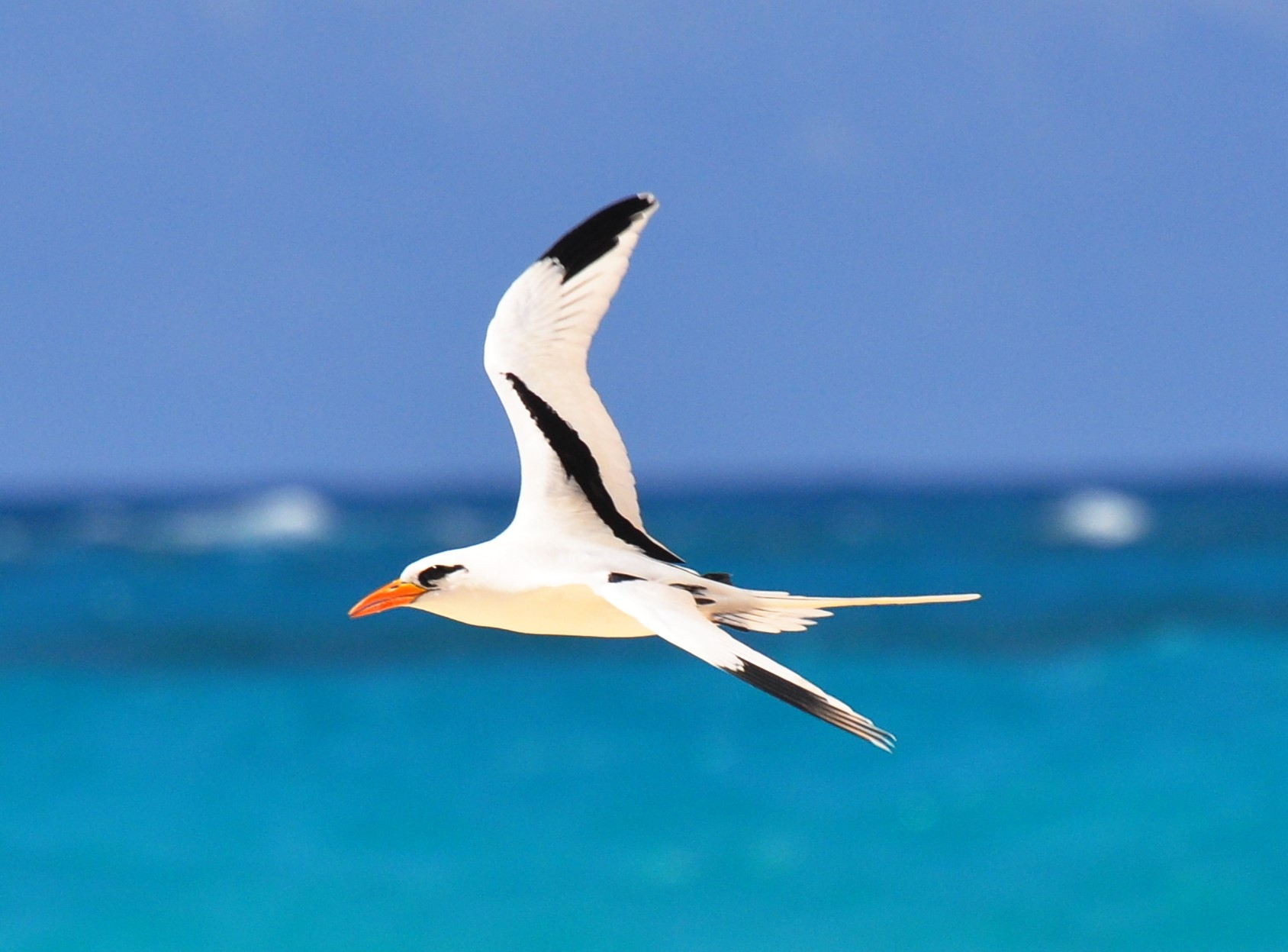
Ave del trópico de Cola Blanca (Phaethon lepturus) en Warwick, Islas Bermudas

### Fauna
Bermudas no tiene anfibios autóctonos. Una especie de sapo, el sapo de caña (Rhinella marina), y dos especies de rana, el coquí de las Antillas (Eleutherodactylus johnstonei) y Eleutherodactylus gossei, fueron introducidas por el hombre y posteriormente se naturalizaron. R. marina y E. johnstonei son comunes, pero se cree que E. gossei ha sido extirpada recientemente.
Cuatro especies de lagartos y dos especies de tortugas componen la fauna de reptiles no marinos de las Bermudas. De los lagartos, el lagarto de las Bermudas (Plestiodon longirostris), también conocido como lagarto de roca, es la única especie endémica. El eslizón de las Bermudas, antaño muy común, se encuentra en peligro crítico de extinción. El anole jamaiquino (Anolis grahami) se introdujo deliberadamente en 1905 procedente de Jamaica y ahora es, con diferencia, el lagarto más común de las Bermudas. El anole de Leach (Anolis leachii) se introdujo accidentalmente desde Antigua hacia 1940 y ahora es común. El anolis de Barbados (Anolis extremus) se introdujo accidentalmente hacia 1940 y rara vez se ve. El galápago de espalda roja (Malaclemys terrapin) es originario de las Bermudas. El deslizador de orejas rojas (Trachemys scripta elegans) se introdujo como animal de compañía, pero posteriormente se ha convertido en invasor.

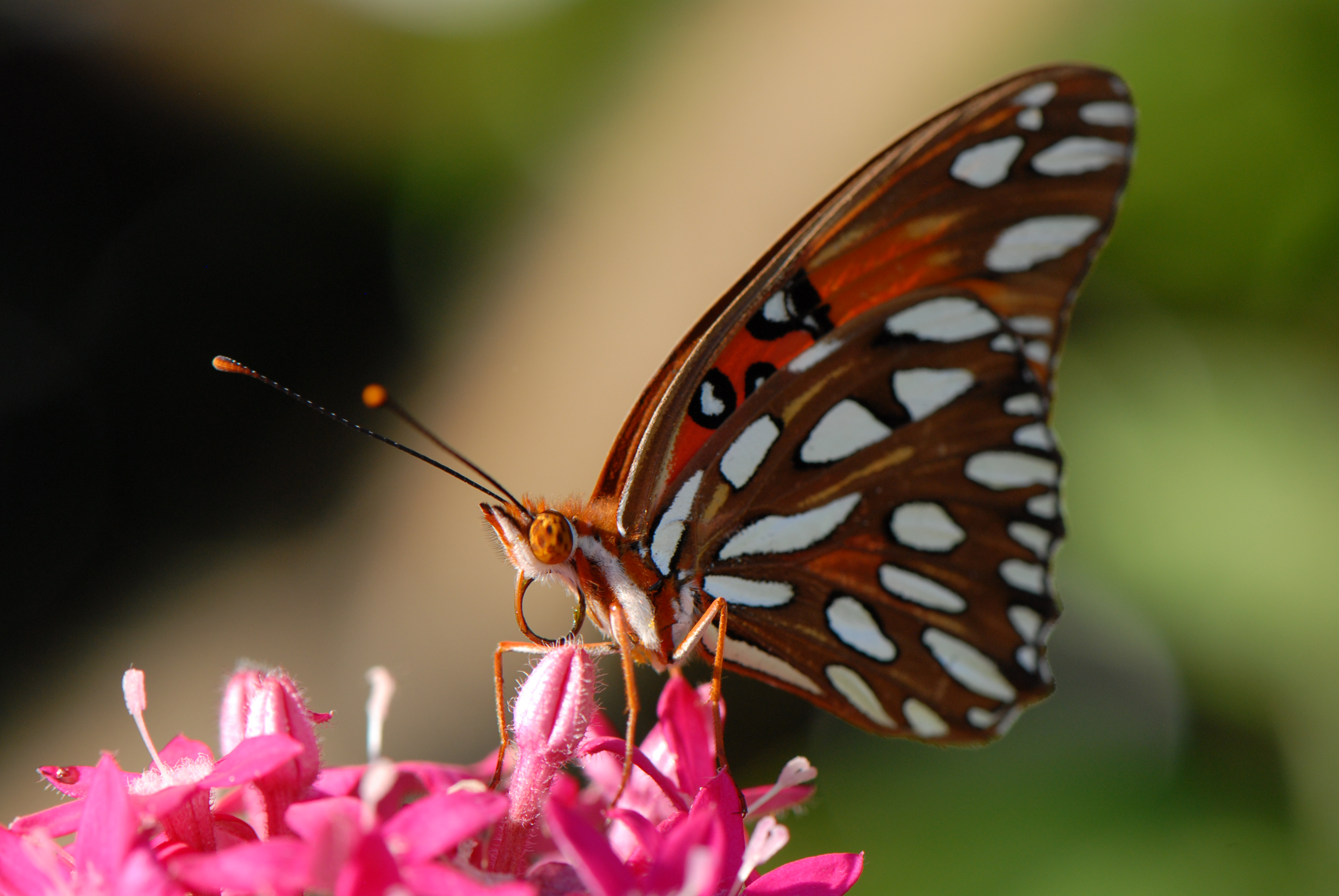
Mariposa Agraulis vanillae nigrior en las Bermudas

Todos los mamíferos de las Bermudas son introducidos por el hombre, excepto cuatro especies de murciélagos migratorios norteamericanos del género Lasiurus: el murciélago hoary, el murciélago rojo oriental, el murciélago seminola y el murciélago de pelo plateado. Los primeros relatos hablan de cerdos salvajes o asilvestrados, descendientes de los cerdos que dejaron los españoles y portugueses como alimento para los barcos que hacían escala en las islas en busca de provisiones. El ratón doméstico, la rata parda y la rata negra se introdujeron accidentalmente poco después de la colonización de las Bermudas, y los gatos asilvestrados se han convertido en otra especie introducida.
Se han registrado más de 360 especies de aves en las Bermudas. La mayoría son migratorias o errantes procedentes de Norteamérica u otros lugares. Sólo se reproducen 24 especies, 13 de las cuales se consideran autóctonas.
Una especie endémica es el petrel de las Bermudas (Pterodroma cahow), que se creía extinguido desde la década de 1620. Sus hábitats de nidificación en tierra habían sido gravemente alterados por especies introducidas y los colonos habían matado a las aves para alimentarse. En 1951, los investigadores descubrieron 18 parejas reproductoras e iniciaron un programa de recuperación para preservar y proteger la especie.

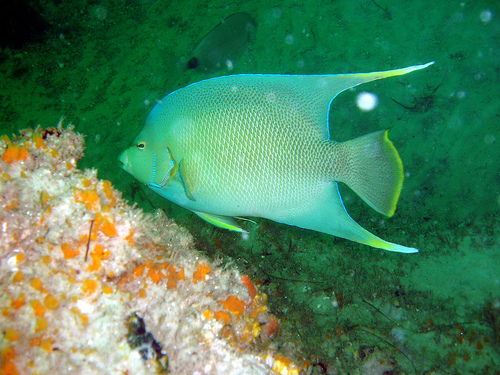
Pez ángel azul de las Bermudas (Holacanthus bermudensis)

Una subespecie endémica es el vireo de ojos blancos de las Bermudas (Vireo griseus bermudianus). El ave nacional de Bermudas es el ave tropical de cola blanca o colilarga, que emigra en verano a Bermudas, su lugar de cría más septentrional del mundo.
Lawrence Ogilvie, científico agrícola de Bermudas entre 1923 y 1928, identificó 395 insectos de Bermudas y escribió el libro de 52 páginas del Departamento de Agricultura The Insects of Bermuda (Los insectos de Bermudas), entre los que se incluye el Aphis Ogilviei que él descubrió.
En las Bermudas hay más de 1.100 tipos de insectos y arañas, incluidos 41 insectos endémicos y una araña posiblemente endémica. Se han visto dieciocho especies de mariposas; unas seis de ellas se reproducen en las islas, entre ellas la gran monarca y la muy común bucardo de las Bermudas (Junonia coenia bergi). Se han registrado más de 200 polillas; una de las más llamativas es la Pseudosphinx tetrio, que puede alcanzar los 9 cm de longitud.
Mayor diversidad presentan los arrecifes de coral que rodean la isla.
Se han registrado diversas ballenas, delfines y marsopas en las aguas que rodean las Bermudas. La más común es la ballena jorobada, que pasa por las islas en abril y mayo durante su migración hacia el norte.

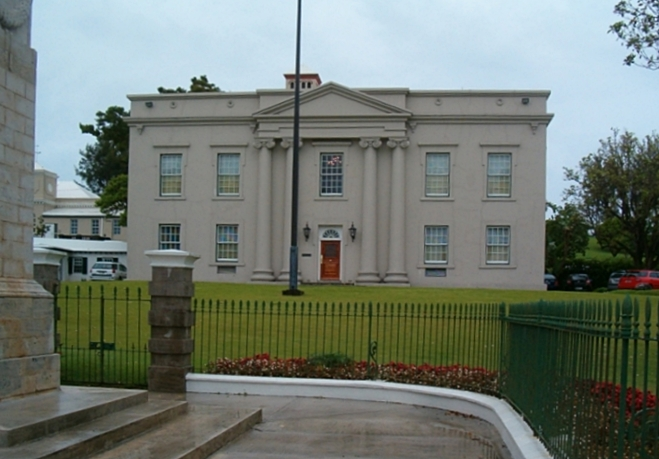
Edificio que alberga la Cámara Alta del Parlamento de Bermudas (el Senado) y las oficinas del Gabinete del Gobierno, situado en Front Street en Hamilton.

## Gobierno y política
El poder ejecutivo en las Bermudas reside en el monarca y se ejerce en su nombre por el gobernador. El gobernador es nombrado por el Rey a propuesta del Gobierno británico. La gobernadora es Rena Lalgie desde el 14 de diciembre de 2016. También hay un vicegobernador. Las competencias de defensa y asuntos exteriores siguen siendo responsabilidad de Reino Unido, que también tiene la responsabilidad de garantizar el buen gobierno. Se deben aprobar los cambios a la Constitución de las Bermudas. Bermudas, la colonia británica más antigua, tiene actualmente el estatus de territorio británico de ultramar. En 1620, una sanción real concedió a Bermudas una autonomía limitada por la cual se formó el Parlamento de las Bermudas, quinto más antiguo del mundo, solo por detrás del Parlamento del Reino Unido, el Tynwald de la Isla de Man, el Althing de Islandia y el Sejm de la República de Polonia. De estos, es el único que se ha reunido de forma continua desde 1620.
La Constitución de las Bermudas entró en vigor el 1 de junio de 1967 y fue modificada en 1989 y 2003. El jefe de Gobierno es el primer ministro. El gabinete de gobierno es propuesto por el primer ministro y nombrado oficialmente por el gobernador. El Poder Legislativo consiste en un parlamento bicameral inspirado en el sistema de Westminster. 
El Senado es la Cámara Alta, compuesta de once miembros nombrados por el gobernador a propuesta del primer ministro y el líder de la oposición. La Cámara de la Asamblea, o cámara baja, cuenta con treinta y seis miembros elegidos por la población con derecho a voto en votación secreta, para representar a grupos definidos geográficamente. Las elecciones deben ser convocadas en intervalos de no más de cinco años. La última votación tuvo lugar el 18 de julio de 2017. Tras ella, alcanzó el poder el Partido Laborista Progresista, con Edward David Burt a la cabeza, siendo el primer ministro bermudeño más joven en acceder al cargo, con 38 años. Sucedió como primer ministro a Michael Dunkley, del partido Una Alianza Por Bermuda (OBA).

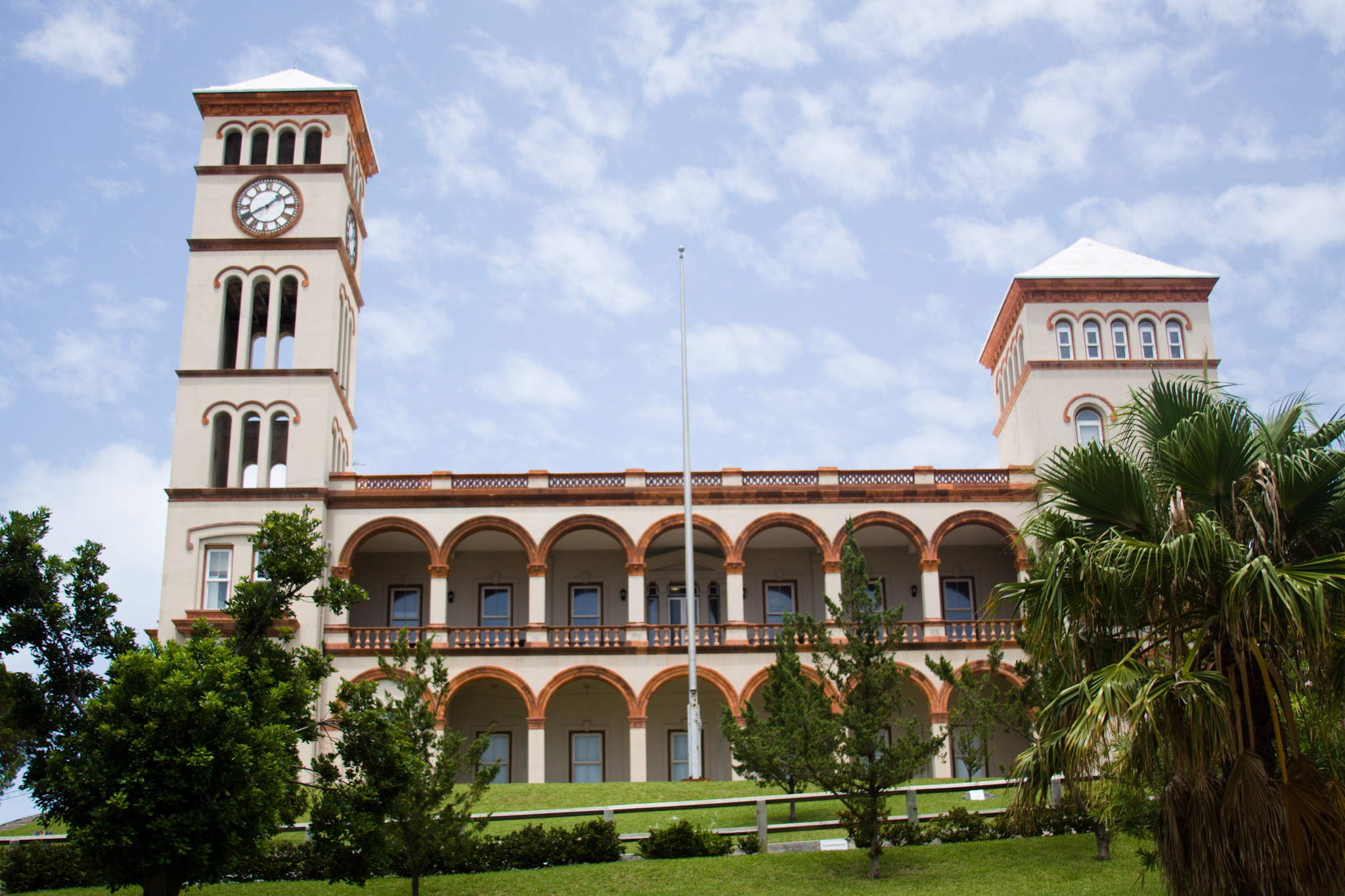
La Asamblea y la Corte Suprema de las Bermudas.

La dirección del Partido Laborista Progresista está a favor de la independencia del Reino Unido, aunque las encuestas han indicado que esto no es apoyado por la población. La opción independentista fue derrotada en el referéndum de 1995, si bien la Unión Industrial de las Bermudas y el Partido Laborista Progresista (entonces en la oposición) había llamado a un boicot del referéndum, lo que pudo tener un impacto no cuantificado en el resultado.

### Relaciones Internacionales
Son pocos los diplomáticos acreditados en las Bermudas. Estados Unidos mantiene la mayor misión diplomática en las Bermudas, que comprende el Consulado de los Estados Unidos y el de Aduanas y Protección Fronteriza de EE. UU. Servicios en el Aeropuerto Internacional de las Bermudas. 
El actual cónsul general de EE. UU. es Robert Settje, quien llegó al cargo en agosto de 2012. Dado que los Estados Unidos es, con mucho, el socio comercial más grande (que proporciona más del 71 % de las importaciones totales, el 85 % de turistas, y un estimado de 163 mil millones de $ de capital de los EE. UU. en la industria de los seguros), y el hecho de que un 5 % de los residentes de las Bermudas son ciudadanos de EE. UU., que representan el 14% de todos los nacidos en el extranjero, la presencia diplomática estadounidense es vista como un elemento importante en el paisaje político de Bermudas.

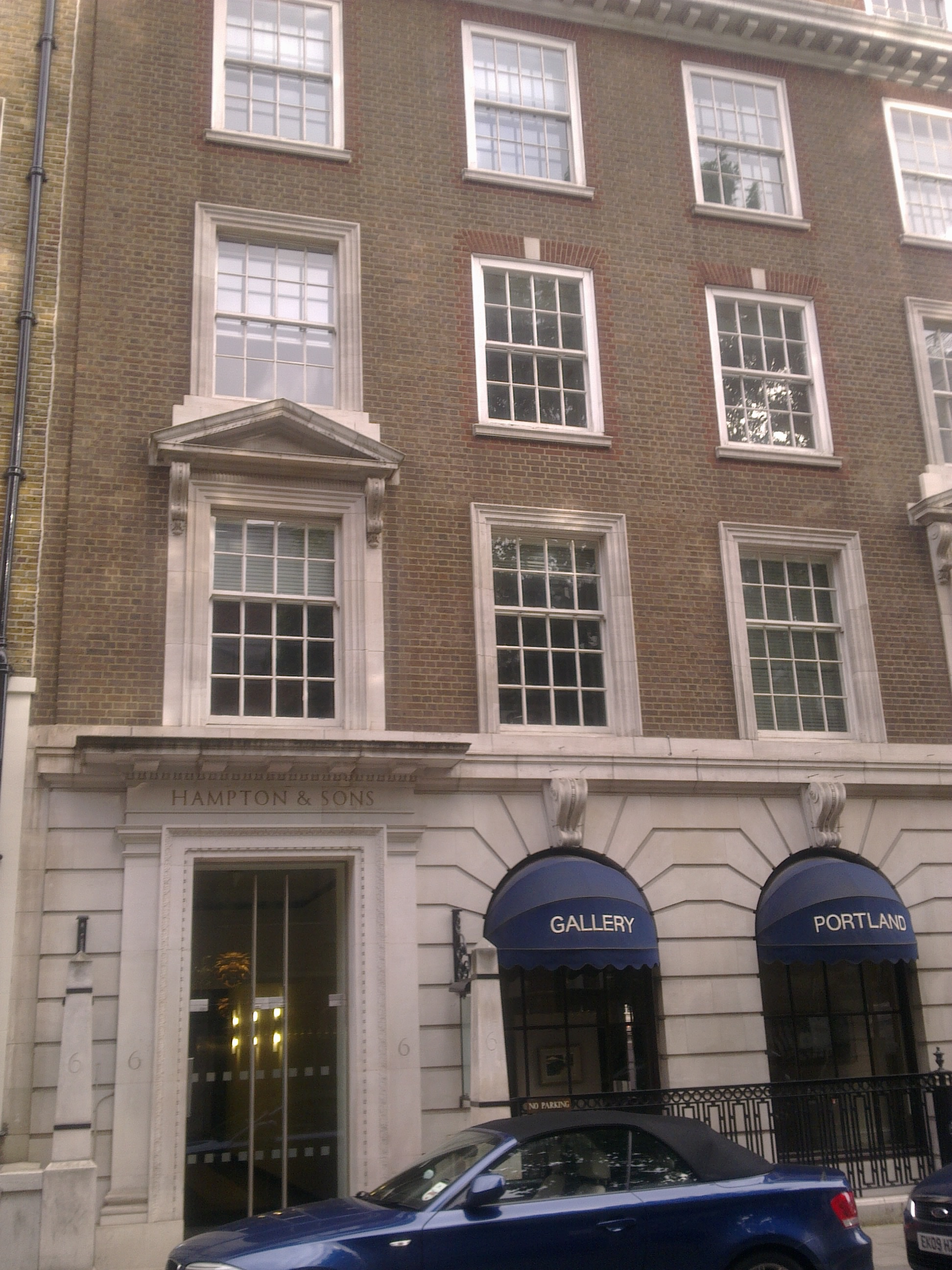
Oficina de Representación de las Islas Bermudas en Londres, Reino Unido

Como Territorio británico de ultramar, Bermudas no tiene asiento en las Naciones Unidas; está representado por el Reino Unido en asuntos de relaciones exteriores. Para promover sus intereses económicos en el exterior, Bermudas mantiene oficinas de representación en Londres y Washington D. C. Sólo Estados Unidos y Portugal tienen representación diplomática a tiempo completo en Bermudas (EE. UU. mantiene un Consulado General, y Portugal mantiene un Consulado), mientras que 17 países mantienen cónsules honorarios en Bermudas.
La proximidad de las Bermudas a EE. UU. las había hecho atractivas como sede de cumbres entre primeros ministros británicos y presidentes estadounidenses. La primera cumbre se celebró en diciembre de 1953, a instancias del primer ministro Winston Churchill, para discutir las relaciones con la Unión Soviética durante la Guerra Fría. Participaron Churchill, el presidente estadounidense Dwight D. Eisenhower y el primer ministro francés Joseph Laniel.
En 1957 se celebró una segunda cumbre. El primer ministro británico, Harold Macmillan, llegó antes que el presidente Eisenhower, para demostrar que se reunían en territorio británico, ya que las tensiones seguían siendo elevadas en relación con el conflicto del año anterior sobre el Canal de Suez. Macmillan volvió en 1961 para la tercera cumbre con el presidente John F. Kennedy. La reunión se convocó para discutir las tensiones de la Guerra Fría derivadas de la construcción del Muro de Berlín.
La cumbre más reciente entre ambas potencias se celebró en las Bermudas en 1990, cuando la primera ministra británica Margaret Thatcher se reunió con el presidente estadounidense George H. W. Bush.
Las reuniones directas entre el presidente de Estados Unidos y el primer ministro de Bermudas han sido poco frecuentes. El encuentro más reciente tuvo lugar el 23 de junio de 2008, entre el primer ministro Ewart Brown y el presidente George W. Bush. Antes de esto, los líderes de Bermudas y Estados Unidos no se habían reunido en la Casa Blanca desde un encuentro en 1996 entre el premier David Saul y el presidente Bill Clinton.
Bermudas también se ha unido a varias otras jurisdicciones en los esfuerzos para proteger el mar de los Sargazos.
En 2013 y 2017, Bermudas presidió la Asociación de Territorios de Ultramar del Reino Unido.
El 11 de junio de 2009, cuatro uigures que habían estado recluidos en el campo de detención estadounidense de Guantánamo, en Cuba, fueron trasladados a Bermudas. Los cuatro hombres formaban parte de un grupo de 22 uigures que afirmaban ser refugiados capturados en 2001 en Pakistán tras huir de los bombardeos aéreos estadounidenses sobre Afganistán. Se les acusó de entrenarse para ayudar al ejército talibán. En 2005 o 2006 se autorizó su liberación de Guantánamo, pero la legislación nacional estadounidense prohibió deportarlos a China, su país de ciudadanía, porque el gobierno estadounidense determinó que era probable que China violara sus derechos humanos.
En septiembre de 2008, los hombres quedaron libres de toda sospecha y el juez Ricardo Urbina de Washington ordenó su puesta en libertad. La oposición del Congreso a su admisión en Estados Unidos fue muy fuerte y Estados Unidos no consiguió encontrarles un hogar hasta que Bermudas y Palaos acordaron aceptar a los 22 hombres en junio de 2009.
Las conversaciones bilaterales secretas que condujeron al traslado de los presos entre Estados Unidos y el gobierno autónomo de Bermudas provocaron la ira diplomática del Reino Unido, al que no se consultó sobre el traslado a pesar de que Bermudas es un territorio británico. El Ministerio de Asuntos Exteriores británico emitió la siguiente declaración:
Hemos subrayado al Gobierno de las Bermudas que debería haber consultado con el Reino Unido si esto es de su competencia o si se trata de una cuestión de seguridad, para la que el Gobierno de las Bermudas no tiene responsabilidad delegada. Hemos dejado claro al Gobierno de las Bermudas la necesidad de una evaluación de seguridad, que ahora les estamos ayudando a llevar a cabo, y decidiremos los pasos a seguir según corresponda.

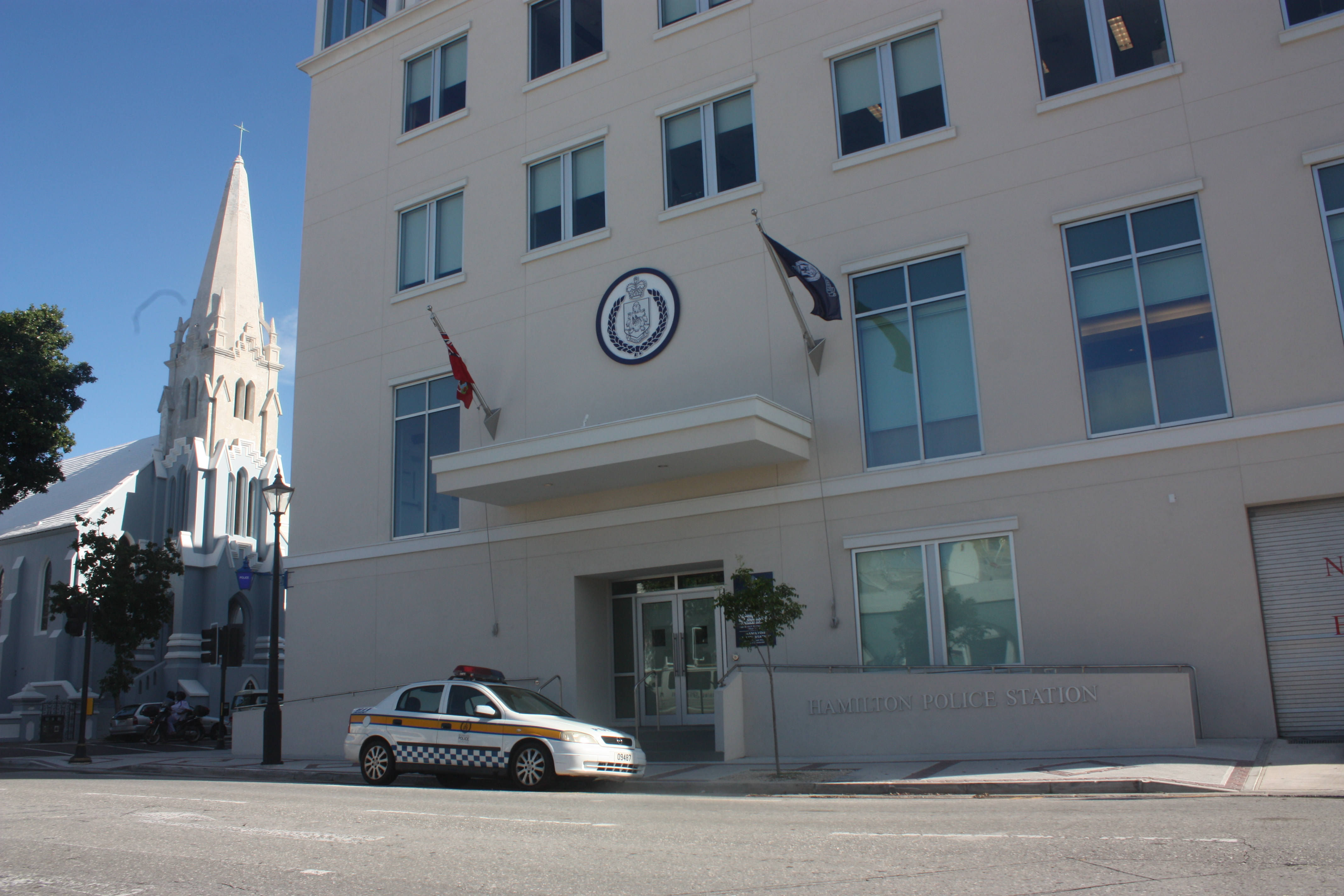
Nueva Comisaría de Policía de Hamilton, Bermudas

En agosto de 2018, se concedió a los cuatro uigures la ciudadanía limitada en Bermudas. Los hombres tienen ahora los mismos derechos que los bermudeños, excepto el derecho de voto.

### Policía
El Servicio de Policía de Bermudas es el organismo encargado de hacer cumplir la ley del Territorio Británico de Ultramar de Bermudas. Es responsable de vigilar todo el archipiélago, incluidos los municipios incorporados, y las aguas circundantes. Forma parte del Gobierno de Bermudas, que lo financia en su totalidad. Al igual que el Real Regimiento de Bermudas, está bajo el control nominal del Gobernador del territorio y Comandante en Jefe, aunque, a efectos cotidianos, el control se delega en un ministro del gobierno local. Fue creado en 1879, como el primer servicio policial profesional de Bermudas. En cuanto a su organización, funcionamiento e indumentaria, se creó y ha evolucionado siguiendo los patrones establecidos por los servicios policiales británicos, como la Policía de la ciudad de Glasgow y el Servicio de Policía Metropolitana.
La primera policía de Bermudas, desde su asentamiento hasta 1879, estuvo compuesta por nueve alguaciles parroquiales (uno por cada parroquia). Al igual que en Inglaterra, estos puestos eran ocupados por hombres nombrados por doce meses de servicio no remunerado, hasta que se introdujo la remuneración en el siglo XIX. Estos nombramientos eran obligatorios, similares al servicio de jurado.
La insatisfacción con la calidad de esta policía a tiempo parcial llevó a la formación de la Fuerza Policial de Bermudas en virtud de la Ley de Establecimiento de la Policía de 1879. El nuevo cuerpo constaba de diez agentes a tiempo completo bajo el mando del Superintendente J. C. B. Clarke. Tres de los agentes tenían su base en Hamilton, con Clarke, tres en St. George's, con el Jefe de Policía H. Dunkley, y dos en Somerset, y aún quedaban veintiún agentes parroquiales a tiempo parcial.

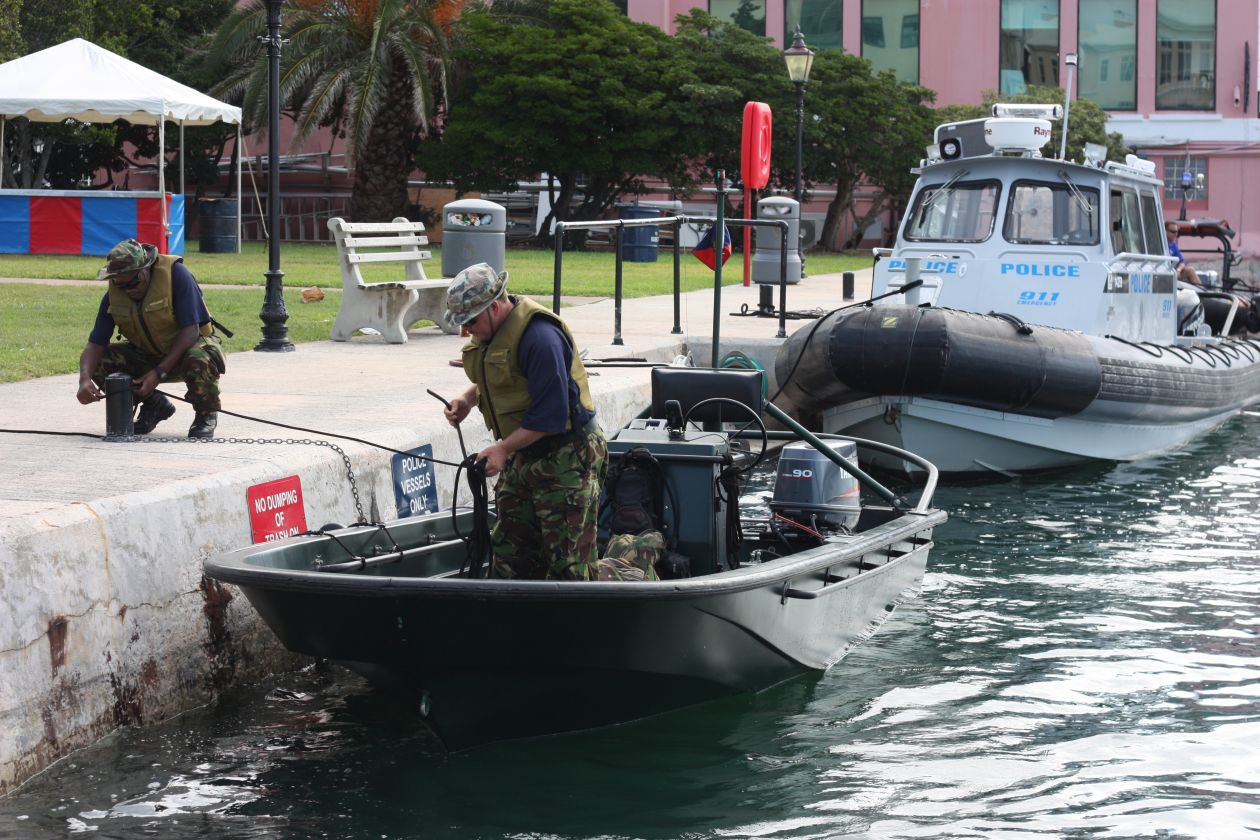
Embarcaciones a motor pertenecientes al Real Regimiento de las Bermudas y al Servicio de Policía de las Bermudas (Policía Marítima), en Barr's Bay, en la ciudad de Hamilton, Bermudas,

En 1995, el Cuerpo de Policía de Bermudas pasó a denominarse "Servicio de Policía de Bermudas", ya que se consideró que la palabra "cuerpo" tenía connotaciones desagradables. La Policía de Reserva pasó a llamarse "Policía de Reserva de Bermuda" y adoptó el mismo uniforme que los oficiales de policía de tiempo completo. Con ello se pretendía hacer frente a la idea errónea de que no eran policías "de verdad". También en 1995, la Marina de los Estados Unidos se retiró de Bermudas, dejando al Gobierno de Bermudas la responsabilidad de vigilar todo lo que ahora era el Aeropuerto Internacional de Bermudas.
Bermudas seguía sintiendo los efectos de la recesión de principios de la década de 1990, lo que había provocado una reducción del número de agentes del Servicio de Policía de Bermudas. Al mismo tiempo, el nuevo Comisario de Policía, Colin Coxall, estaba decidido a modernizar el Servicio de Policía de Bermudas devolviéndolo a sus raíces. Se consideraba que el servicio había perdido familiaridad con la comunidad a la que vigilaba, y que los agentes esperaban en las comisarías para reaccionar ante las situaciones, en lugar de recorrer las calles, anticiparse a ellas y prevenirlas.
Cuando el Servicio de Policía de Bermudas intentó reorientar sus esfuerzos hacia una "policía de proximidad" más tradicional, que requería más agentes, se encontró con que le faltaba personal. Muchas funciones no policiales del servicio se reasignaron a civiles con el fin de poner más agentes de policía en la calle, pero finalmente se decidió retirar la mayor parte del destacamento del aeropuerto para suplir la carencia en otros lugares.

### Ciudadanía y Nacionalidad
Históricamente, los colonos ingleses (más tarde británicos) compartían la misma ciudadanía que los nacidos en la parte del territorio soberano del Reino de Inglaterra (incluido el Principado de Gales) que se encontraba dentro de la Isla de Gran Bretaña (aunque la Carta Magna había creado efectivamente la ciudadanía inglesa, los ciudadanos seguían denominándose "súbditos del Rey de Inglaterra" o "súbditos ingleses". Con la unión de los reinos de Inglaterra y Escocia en 1707, esta denominación fue sustituida por la de "súbditos británicos", que englobaba a los ciudadanos de todo el territorio soberano del Gobierno británico, incluidas sus colonias, aunque no los protectorados británicos). Al carecer de representación en el nivel soberano o nacional de gobierno, los colonos británicos no fueron consultados, ni se les exigió que dieran su consentimiento, a una serie de leyes aprobadas por el Parlamento del Reino Unido entre 1968 y 1982, que iban a limitar sus derechos y, en última instancia, a cambiar su ciudadanía.

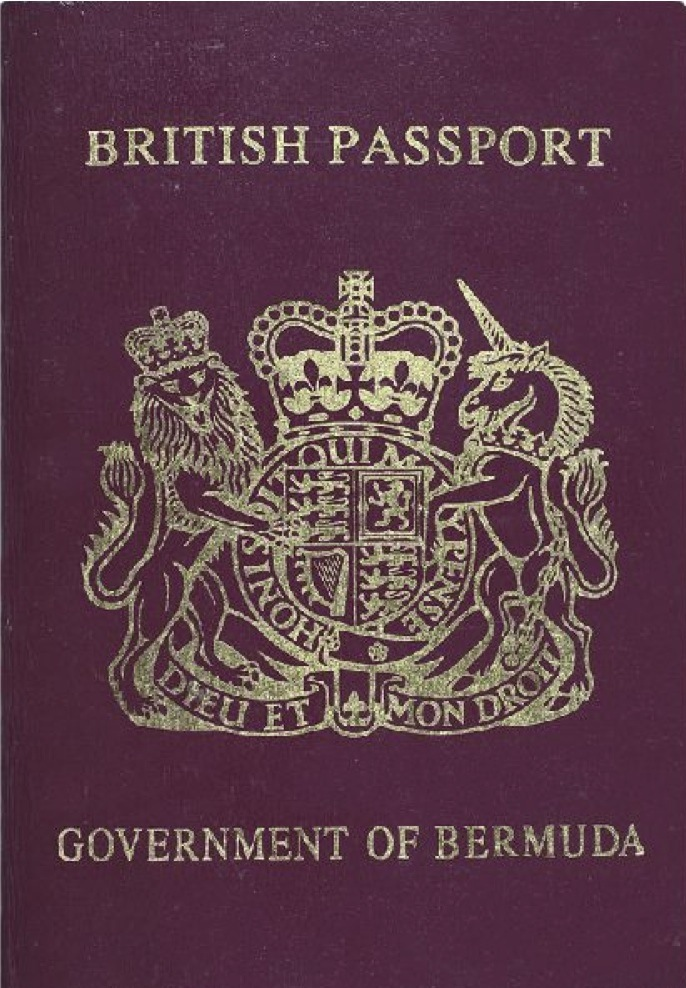
Pasaporte británico expedido por el Departamento de Inmigración del Gobierno de Bermudas en nombre de la Oficina de Pasaportes del Gobierno del Reino Unido, y a menudo descrito erróneamente como pasaporte de Bermudas

Cuando varias colonias habían sido elevadas antes de la Segunda Guerra Mundial a la categoría de Dominio, formando colectivamente la antigua Commonwealth británica (a diferencia del Reino Unido y sus colonias dependientes), sus ciudadanos seguían siendo súbditos británicos y, en teoría, cualquier súbdito británico nacido en cualquier parte del mundo tenía el mismo derecho básico a entrar, residir y trabajar en el Reino Unido que un súbdito británico nacido en el Reino Unido cuyos padres también fueran súbditos británicos nacidos en el Reino Unido (aunque muchas políticas y prácticas gubernamentales actuaron para frustrar el libre ejercicio de estos derechos por parte de varios grupos de colonias, incluidos los grecochipriotas).
Cuando los Dominios y un número creciente de colonias empezaron a optar por la independencia total del Reino Unido tras la Segunda Guerra Mundial, la Commonwealth se transformó en una comunidad de naciones independientes, o Reinos de la Commonwealth, cada uno de los cuales reconocía al monarca británico como su propio jefe de Estado (creando monarquías separadas con la misma persona ocupando todos los Tronos separados; la excepción fue la India republicana).
La Ley de Nacionalidad Británica de 1948 sustituyó "súbdito británico" por "ciudadano del Reino Unido y las colonias" para los residentes en el Reino Unido y sus colonias, así como para las dependencias de la Corona. Sin embargo, dado que se deseaba mantener la libre circulación de todos los ciudadanos de la Commonwealth en todo el territorio de la Commonwealth, se conservó el término "súbdito británico" como nacionalidad general compartida por los ciudadanos del Reino Unido y las colonias (el "reino británico"), así como por los ciudadanos de los demás reinos de la Commonwealth.
La afluencia de personas afrodescendientes al Reino Unido en las décadas de 1940 y 1950, procedentes tanto de las colonias restantes como de las nuevas naciones independientes de la Commonwealth, fue respondida con una reacción que desembocó en la aprobación de la Ley de Inmigrantes de la Commonwealth de 1962, que restringía los derechos de los nacionales de la Commonwealth a entrar, residir y trabajar en el Reino Unido. [Esta ley también permitía a algunos colonos (principalmente indios de las colonias africanas) conservar la ciudadanía del Reino Unido y las colonias si éstas se independizaban, como medida para garantizar que no se convirtieran en apátridas si se les denegaba la ciudadanía de su nueva nación independiente.
Muchos indios de las antiguas colonias africanas (sobre todo de Kenia) se trasladaron posteriormente al Reino Unido, por lo que se aprobó rápidamente la Ley de Inmigrantes de la Commonwealth de 1968, que privaba a todos los súbditos británicos (incluidos los ciudadanos del Reino Unido y las colonias) que no hubieran nacido en el Reino Unido y que no tuvieran un progenitor o abuelo ciudadano del Reino Unido y las colonias nacido en el Reino Unido o algún otro requisito (como la condición de residente) del derecho a entrar, residir y trabajar libremente en el Reino Unido.

## Organización territorial

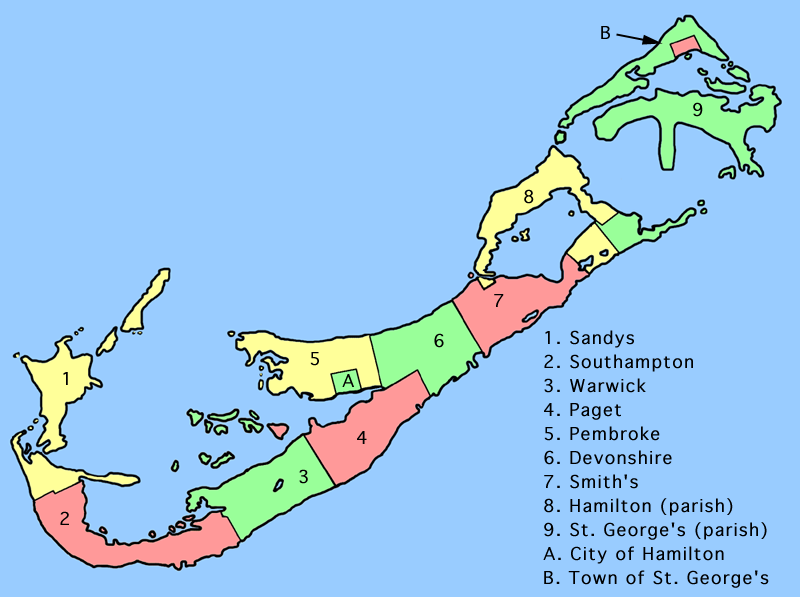
Parroquias de las Bermudas.

Bermudas se divide en nueve parroquias y dos municipios:
1. Parroquia de Sandys
2. Parroquia de Southampton
3. Parroquia de Warwick
4. Parroquia de Paget
5. Parroquia de Pembroke
6. Parroquia de Devonshire
7. Parroquia de Smith
8. Parroquia de Hamilton
9. Parroquia de Saint George (Bermudas)

Municipios:
- Hamilton
- Saint George

## Economía

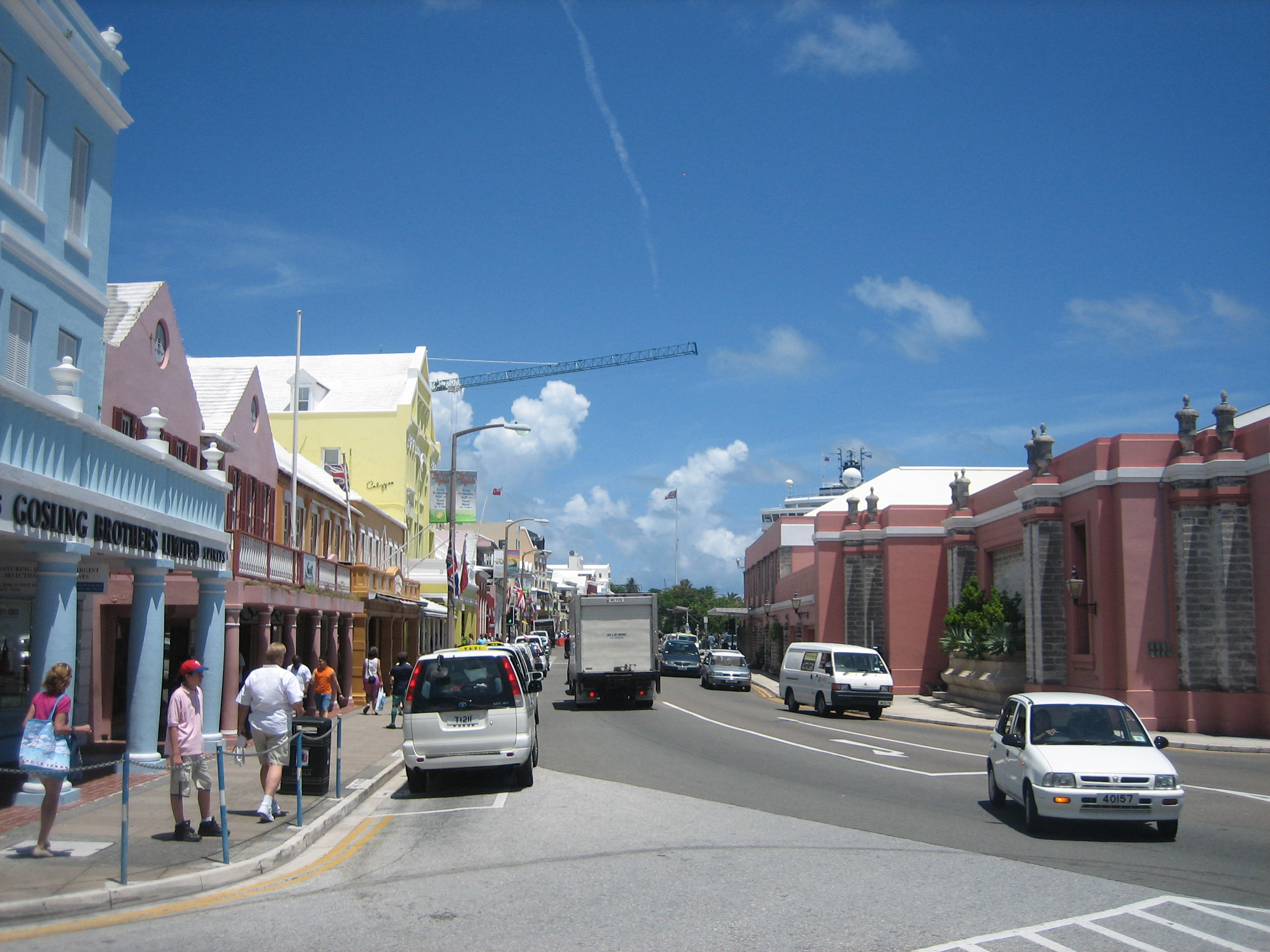
Calle de Hamilton, la capital.

Las principales fuentes de ingresos son las empresas multinacionales de seguros y el turismo. Las dos ciudades más importantes de las Bermudas, son la capital e importante puerto de Hamilton ubicado en la isla Bermuda, y Saint George en la isla Saint George's.
La emisión de sellos postales, principalmente destinados al coleccionismo, es una importante fuente de ingresos para su economía.
Las islas tienen su Constitución y se autogobiernan desde 1968.
El servicio a bases militares y reparaciones navales son pilares de la economía de Bermudas.
Uno de los inconvenientes allí es la falta de fuentes de agua potable, por lo que se recogen aguas de lluvias, las que son frecuentes.
En 2009, debido a la crisis mundial, el PIB sufrió un profundo descenso de un 8,1 % para pasar de un PIB de 6 mil millones a 5,7 mil millones.
Según la Conferencia de las Naciones Unidas sobre Comercio y Desarrollo, las multinacionales estadounidenses declararon 80 mil millones de $ de beneficios en Bermudas en 2012, más que los beneficios declarados en Japón, China, Alemania y Francia combinadas.

### Paraíso fiscal británico
Las operaciones de las empresas extranjeras en las islas están exentas de impuestos, lo que convierte a Bermudas en un importante centro financiero. Más de seis mil empresas extranjeras están registradas en las islas, y Bermudas ocupa el 5.º puesto mundial en tonelaje de buques (tres millones de toneladas brutas). La mayoría de los aviones (más de 700) que operan en el país también están registrados en Bermudas (registrador: Bermuda Civil Aviation Authority, BCAA). Bermudas es el tercer mercado de seguros del mundo, con varias grandes compañías de reaseguros registradas aquí y sucursales de la mayoría de las mayores aseguradoras del mundo.
La industria emplea al 17% de la población activa. Bermudas alberga empresas de reparación naval, construcción de barcos, productos farmacéuticos y materiales de construcción.
La agricultura y la pesca emplean al 3% de la población activa. En las islas se cultivan plátanos, patatas, tomates y coles, se desarrolla la pesca (las capturas rondan las 800 toneladas anuales) y la floricultura está orientada a la exportación.

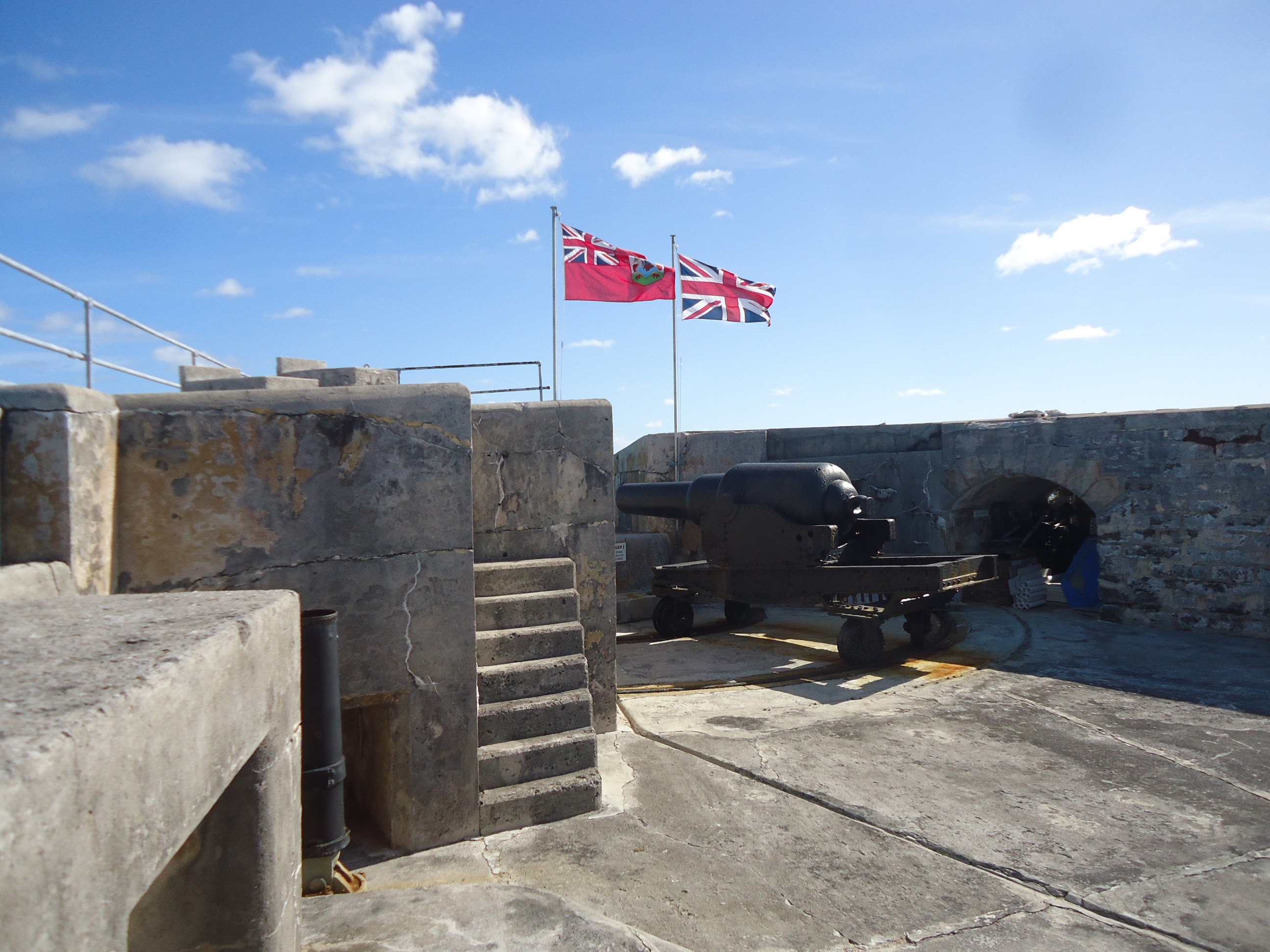
El fuerte St. Catherine con las banderas del Reino Unido y Bermudas ondeando

Bermudas tiene que importar del extranjero el 80% de los alimentos que consume. También se importa combustible, productos manufacturados, ropa y materiales de construcción.
Los Principales proveedores de importaciones en 208 fueron (1.200 millones de dólares): Italia 26,2%, EE. UU. 18%, Corea del Sur 17,3%, Reino Unido 8,3%, Singapur 5,3%.

### Turismo
El turismo es la segunda industria más importante de Bermudas, y la isla atrae a más de medio millón de visitantes al año, de los cuales más del 80% proceden de Estados Unidos. Otras fuentes importantes de visitantes son Canadá y el Reino Unido. Sin embargo, el sector es vulnerable a las crisis externas, como la recesión de 2008.
Las playas de arena rosada y aguas cristalinas de color azul cerúleo son muy populares entre los turistas. Muchos de los hoteles de Bermudas están situados en la costa sur de la isla. Además de sus playas, hay numerosas atracciones turísticas. George's es Patrimonio de la Humanidad. Los submarinistas pueden explorar numerosos pecios y arrecifes de coral en aguas relativamente poco profundas (9-12 m), con una visibilidad prácticamente ilimitada. Los buceadores con tubo pueden acceder fácilmente desde la costa a muchos arrecifes cercanos, sobre todo en Church Bay.

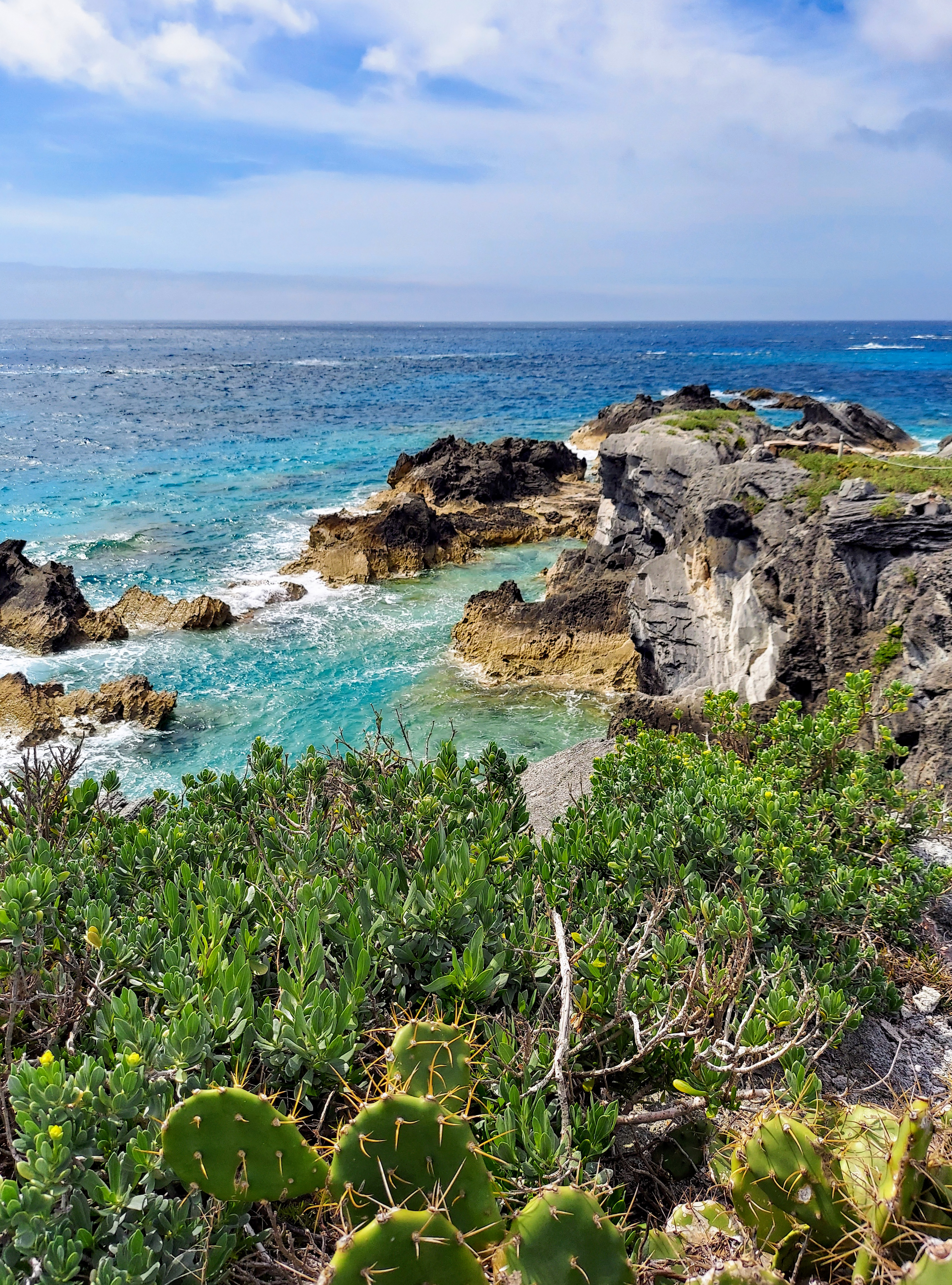
Reserva natural de la Isla Cooper, Islas Bermudas

La atracción turística más popular de Bermudas es el Royal Naval Dockyard, que incluye el Museo Nacional de Bermudas. Otras atracciones incluyen el Acuario, Museo y Zoológico de Bermudas, el Instituto de Exploración Submarina de Bermudas, el jardín botánico y el Museo de Obras Maestras de Arte de Bermudas, faros y las Cuevas de Cristal con estalactitas y piscinas subterráneas de agua salada.
Los no residentes tienen prohibido conducir vehículos en la isla. Hay transporte público y taxis o los visitantes pueden alquilar scooters para utilizarlos como transporte privado.

## Demografía
En julio de 2016, Bermudas tenía una población de 65.779 habitantes. La población es un 52 % de raza negra, 31% blanca y 9 % multirracial. Las islas tienen una pequeña, pero creciente, comunidad de asiáticos. Una porción significativa de la población es también descendiente de portugueses (10 %), como resultado de la inmigración de habitantes provenientes de las islas pertenecientes a Portugal, en especial de las islas Azores, durante los últimos 160 años. Hoy en día, la inmigración está muy limitada legalmente.

### Estadísticas
| Estructuras de edades: | porcentaje | Cantidad de hombres | cantidad de mujeres |
| ---------------------- | ---------- | ------------------- | ------------------- |
| 0-14 años              | 18,9 %     | 6.177               | 6.154               |
| 15-64 años             | 69,2 %     | 22.422              | 22.828              |
| 65 años y más          | 11,9 %     | 3.378               | 4.406               |

| Tasa de crecimiento de la población | Tasa de natalidad                 | Tasa de mortalidad           | Tasa de inmigración              | Tasa de masculinidad | Tasa de mortalidad infantil     | Tasa de fertilidad     |
| ----------------------------------- | --------------------------------- | ---------------------------- | -------------------------------- | --- | ------------------------------- | ---------------------- |
| 0,64 %                              | 11,66 nacimientos/1000 habitantes | 7,63 muertes/1000 habitantes | 2,45 inmigrantes/1000 habitantes | al nacer: 1,02 hombres/mujer menos de 15 años: 1 hombre/mujer 15-64 años: 0,98 hombres/mujer 65 años y más: 0,77 hombres/mujer | 8,53 muertes/1000 nacidos vivos | 1,89 nacimientos/mujer |

| Esperanza de vida al nacer                        | total de la población | Grupos étnicos                                                                | Religiones | Idiomas                                               |
| ------------------------------------------------- | --------------------- | ----------------------------------------------------------------------------- | --- | ----------------------------------------------------- |

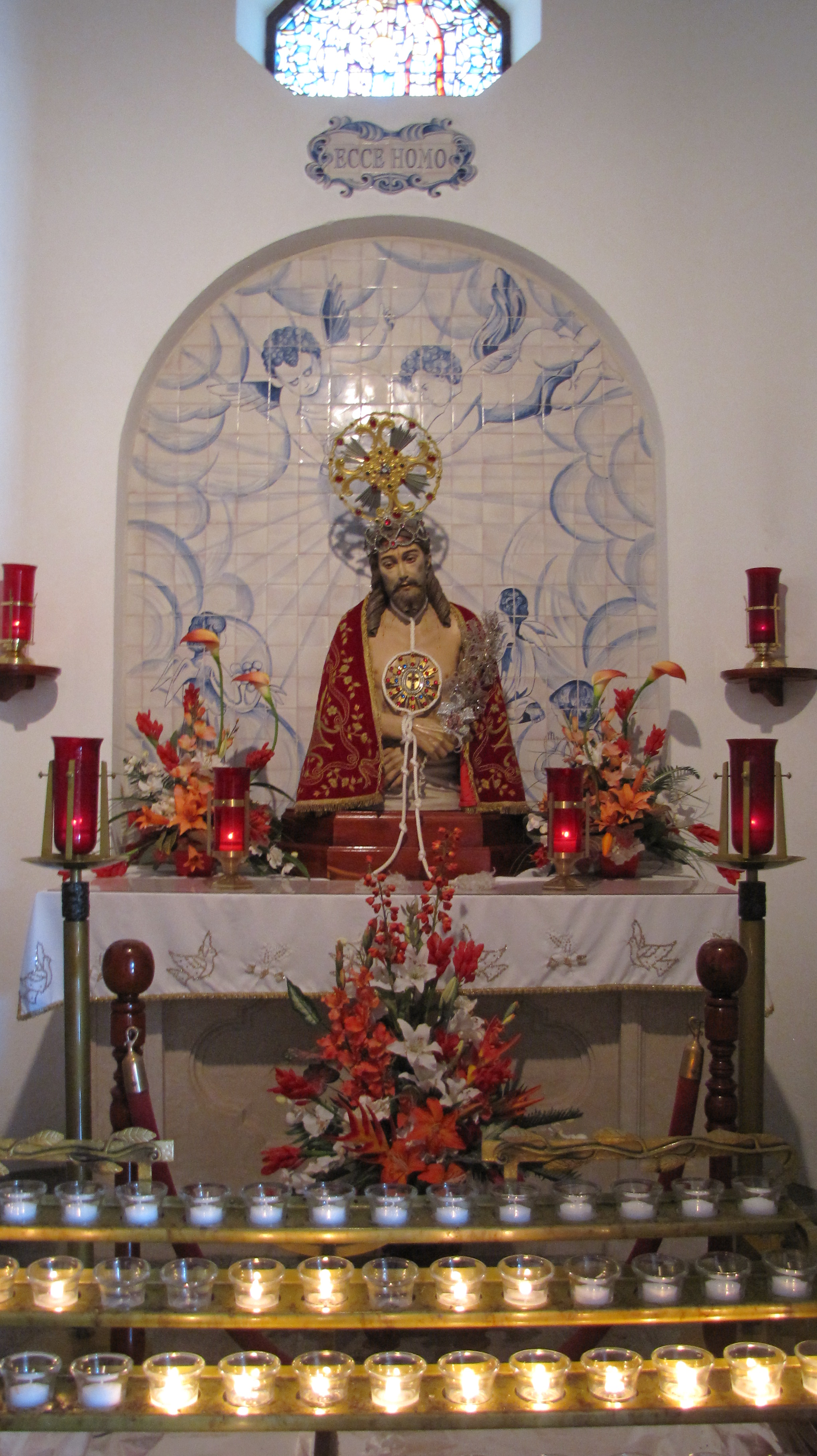
La imagen del Señor Santo Cristo de los Milagros, en la Catedral Católica de Hamilton, muy venerada en Bermudas, sobre todo entre los luso descendientes

| 77,79 años hombres: 75,7 años mujeres: 79,91 años | 65.265                | - negros 54,8 %, - blancos 34,1 % - otras razas 4,3 % - sin especificar 0,4 % | - Anglicanos 23 % - católicos 15 % - Metodismo Africano Episcopal 11 % - otros protestantes 18 % - otros 12 % - sin afiliarse 6 % - sin especificar 1 % - ateos 14 % | inglés (oficial), portugués y español (minoritarias). |

### Religión
El cristianismo es, con  mucho, la religión más importante de las Bermudas. Predominan varias Denominaciones Protestantes, con un 46,2% (entre ellas, la anglicana 15,8%, la africana metodista episcopal 8,6%, la adventista del séptimo día 6,7%, la pentecostal 3,5%, la metodista 2,7%, la presbiteriana 2,0%, la Iglesia de Dios 1,6%, la bautista 1,2%, el Ejército de Salvación 1,1%, Brethren  1,0%, otros protestantes 2,0%). Los católicos forman el 14.5%, los testigos de Jehová el 1.3%, y los otros cristianos el 9.1%. El resto de la población son musulmanes 1%, otros 3.9%, ninguna religión 17.8%, o 6.2% sin especificar (2010 est.).
La Iglesia Anglicana de las Bermudas, una diócesis de la Comunión Anglicana que está separada de la Iglesia de Inglaterra, tiene la parroquia no católica más antigua del Nuevo Mundo, la iglesia de San Pedro. Los católicos de las Bahamas son atendidos por una sola diócesis latina, la diócesis de Hamilton en las Bermudas.

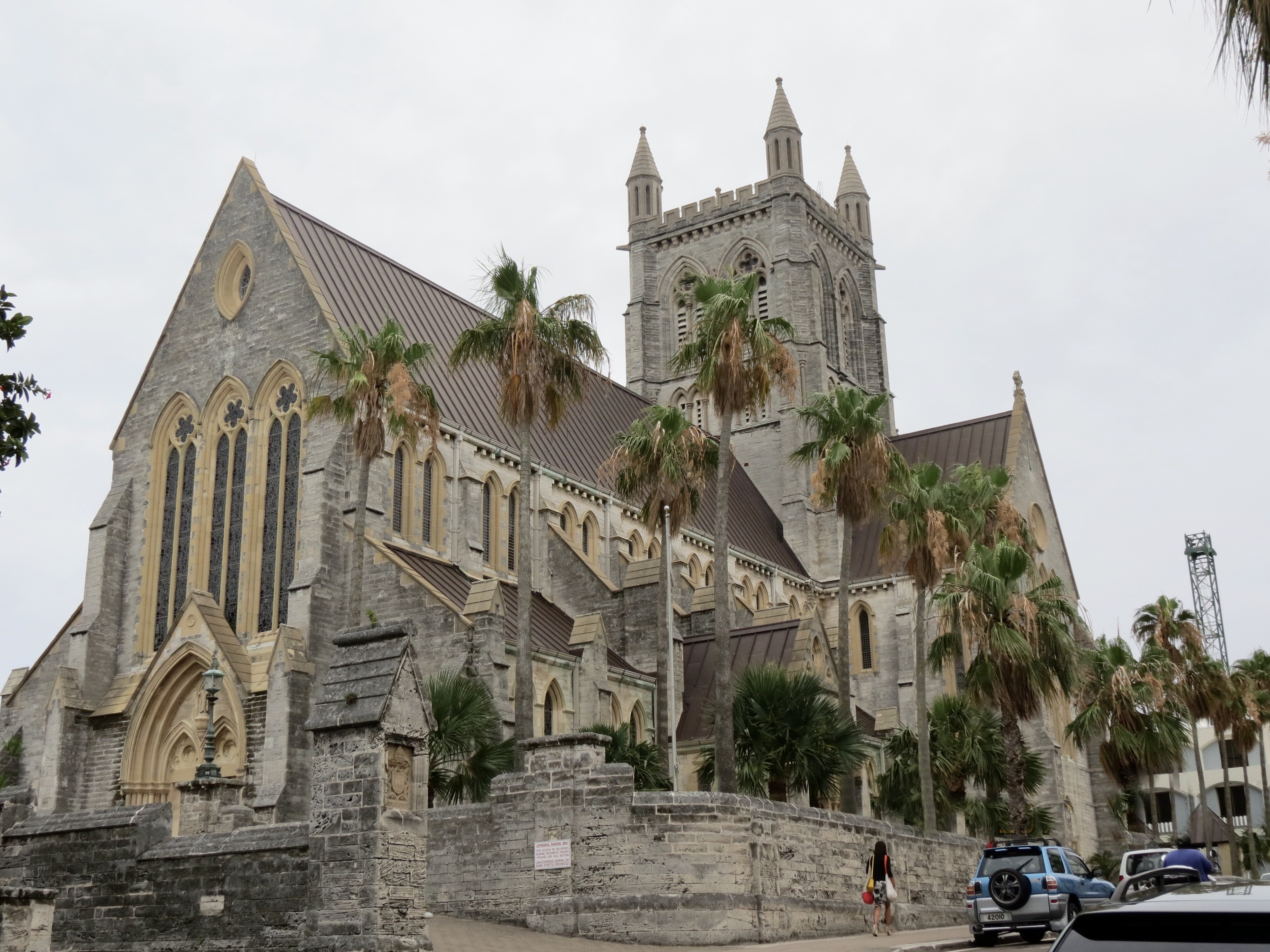
Catedral Anglicana de Hamilton, Bermudas

### Educación
La Ley de Educación de Bermuda de 1996 establece que sólo tres categorías de escuelas pueden funcionar en el sistema educativo de Bermuda.
Una escuela subvencionada tiene toda o parte de su propiedad conferida a un órgano de administración o consejo de gobernadores y se mantiene parcialmente con fondos públicos o, desde 1965 y la desegregación de las escuelas, ha recibido una subvención con fondos públicos.
Una escuela subvencionada pertenece en su totalidad al Estado y se financia en su totalidad con fondos públicos.
Una escuela privada, no mantenida con fondos públicos y que, desde 1965 y la desegregación de las escuelas, no ha recibido ninguna subvención de capital con cargo a fondos públicos. El sector de las escuelas privadas consta de seis escuelas privadas tradicionales, dos de las cuales son escuelas religiosas, y las cuatro restantes son laicas, siendo una de ellas una escuela monogénero y otra una escuela Montessori. Además, dentro del sector privado hay varias escuelas a domicilio, que deben estar registradas en el gobierno y reciben una regulación gubernamental mínima. El único colegio masculino abrió sus puertas a las niñas en la década de 1990, y en 1996, uno de los colegios concertados se convirtió en privado.

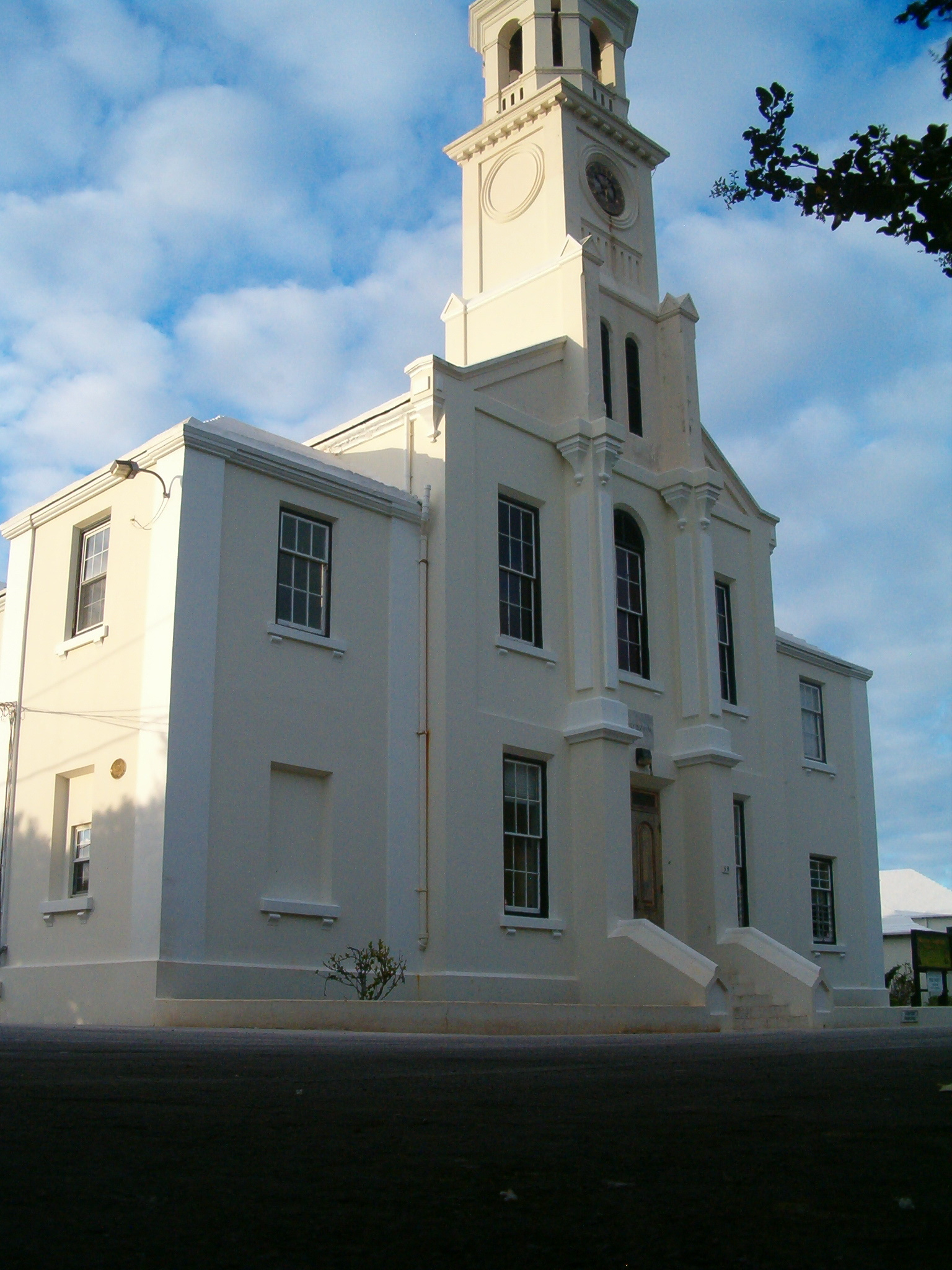
Escuela del Instituto Whitney en Bermudas, que fue establecida en 1881.

Antes de 1950, el sistema escolar de Bermudas estaba segregado racialmente. Cuando se promulgó la desegregación de las escuelas en 1965, dos de las escuelas "blancas" mantenidas anteriormente y las dos escuelas de un solo sexo optaron por convertirse en escuelas privadas. El resto pasaron a formar parte del sistema escolar público y fueron subvencionadas o mantenidas.
Hay 38 escuelas en el Sistema de Escuelas Públicas de Bermudas, incluyendo 10 preescolares, 18 escuelas primarias, 5 escuelas medias, 2 escuelas superiores (el Instituto Berkeley y la Academia Cedarbridge), 1 escuela para alumnos con problemas físicos y cognitivos, y 1 para alumnos con problemas de conducta. Hay una escuela primaria subvencionada, dos escuelas medias subvencionadas y una escuela superior subvencionada. Desde 2010, el portugués se enseña como lengua extranjera optativa en el sistema escolar de las Bermudas.
En cuanto a la educación superior, el Bermuda College ofrece varios títulos asociados y otros programas de certificación. Bermudas no cuenta con colegios o universidades de nivel licenciatura. Los graduados de Bermudas generalmente asisten a universidades de Estados Unidos, Canadá y el Reino Unido.
En mayo de 2009, se aprobó la solicitud del Gobierno de Bermudas para convertirse en miembro contribuyente de la Universidad de las Indias Occidentales (UWI). La adhesión de Bermudas permitió a los estudiantes bermudeños acceder a la universidad a un precio subvencionado acordado para 2010. La UWI también acordó que su Open Campus (cursos de grado en línea) estaría abierto a los estudiantes bermudeños en el futuro, y Bermudas se convirtió en el decimotercer país con acceso al Open Campus. En 2010, se anunció que Bermudas sería un "país contribuyente asociado" debido a las leyes locales bermudeñas.

### Salud
La Junta de Hospitales de las Bermudas opera el Hospital King Edward VII Memorial, ubicado en la parroquia Paget, y el Instituto Mid-Atlantic Wellness, ubicado en la parroquia Devonshire. El Lahey Medical Center de Boston tiene un programa establecido de especialistas visitantes en la isla que proporciona a los bermudeños y expatriados acceso a especialistas regularmente en la isla. Hubo alrededor de 6.000 admisiones hospitalarias, 30.000 asistencias al departamento de emergencias y 6.300 procedimientos ambulatorios en 2017.

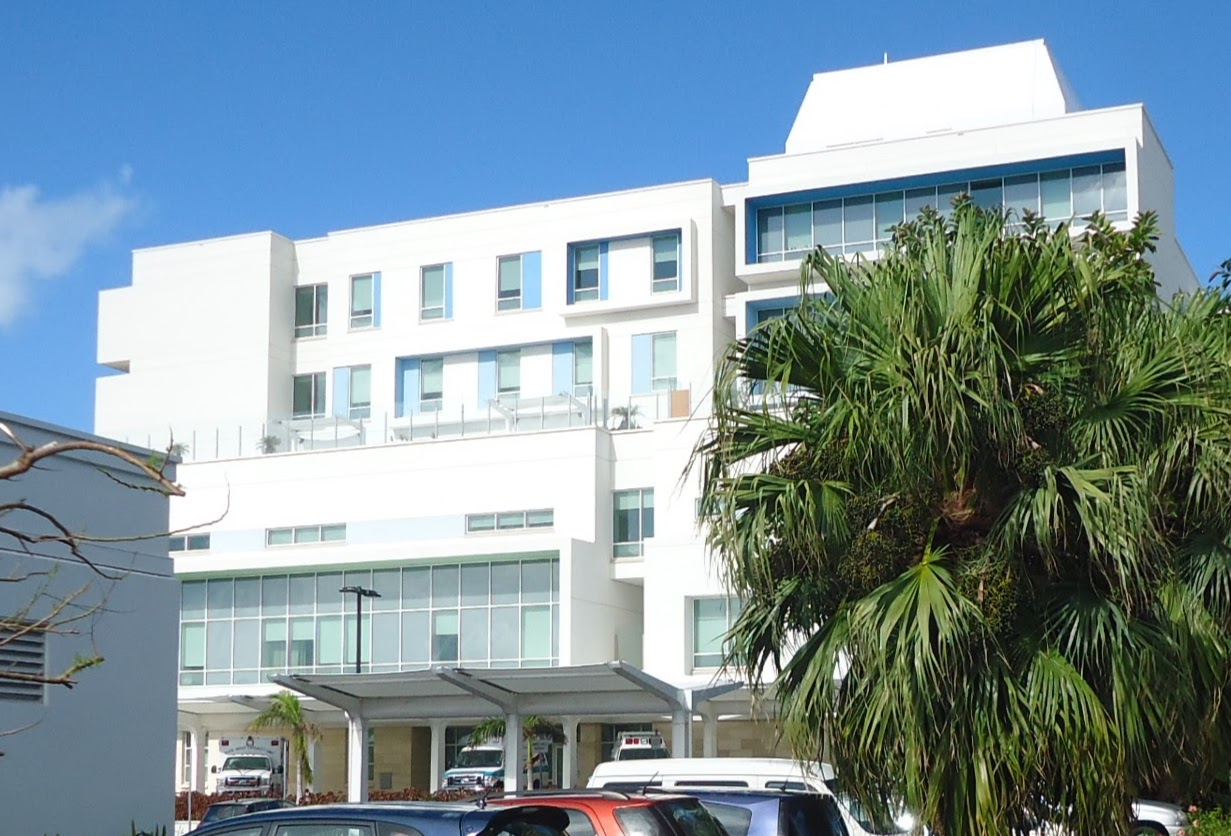
Hospital Rey Eduardo en Hamilton

A diferencia del resto de territorios que aún permanecen bajo dominio británico, Bermudas no cuenta con asistencia sanitaria nacional. Los empleadores deben proporcionar un plan de asistencia sanitaria y pagar hasta el 50% del coste de cada empleado. La asistencia sanitaria es un requisito obligatorio y es cara, incluso con la ayuda proporcionada por los empleadores, aunque no más cara que la que un empleado en EE. UU. pagaría normalmente por la asistencia sanitaria cuando la obtiene a través de su empleador y la cobertura normalmente supera con creces la que uno puede tener a través de su empleador en EE. UU.. 
En 2016, el Departamento de Seguros de Salud del Gobierno de Bermudas, otras tres compañías de seguros de salud autorizadas y tres planes de seguro de salud aprobados (proporcionados por el Gobierno de Bermudas para sus empleados y por dos bancos).
No hay paramédicos en las islas. La Junta de Hospitales de Bermudas dijo en 2018 que no eran vitales en Bermudas debido a su pequeño tamaño. Los enfermeros practicantes en la isla, de los cuales no hay muchos, pueden recibir autorización para escribir recetas "bajo la autoridad de un médico practicante".

## Cultura
| Fecha                                | Nombre en español       | Nombre local     |
| ------------------------------------ | ----------------------- | ---------------- |
| 1 de enero                           | Año Nuevo               | New Year's Day   |
| 24 de mayo                           | Día de Bermudas         | Bermuda Day      |
| 3.er lunes en junio                  | Cumpleaños de la Reina  | Queen's Birthday |
| Jueves antes el 1.er lunes en agosto | Día del Partido de Copa | Cup Match Day    |
| Viernes después Cup Match Day        | Día de Somers           | Somers Day       |
| 1.er lunes de septiembre             | Día del trabajo         | Labour Day       |
| 11 de noviembre                      | Día del Recuerdo        | Remembrance Day  |
| 25 de diciembre                      | Día de Navidad          | Christmas Day    |
| 26 de diciembre                      | Día de San Esteban      | Boxing Day       |

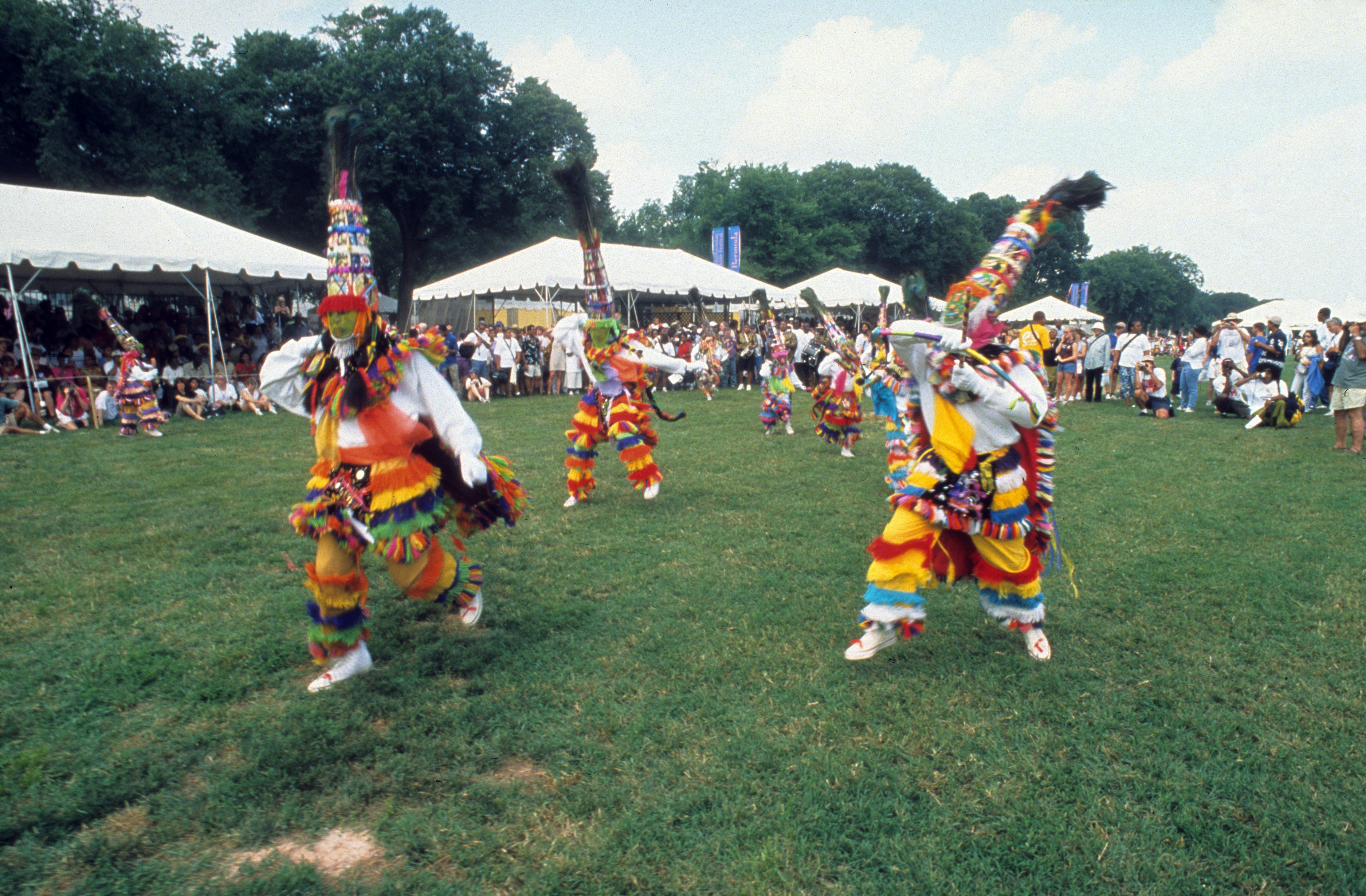
Danza gombey de las Bermudas en el Smithsonian Folklife Festival de Washington D. C. en 2001.

La cultura de las Bermudas es heterogénea por lo diverso de sus pobladores. Aunque apenas queda rastro de los naturales, a lo largo del siglo XVII acudieron hispánicos del Caribe, africanos, irlandeses y escoceses, siendo hoy dominante la cultura anglosajona. En la actualidad, tras el inglés como lengua oficial se registra un 10 % de lusohablantes, debido al flujo de portugueses procedentes tanto de las Azores como de Madeira y Cabo Verde. Otra notable ola de inmigración, esta vez hispanoantillana, se ha mantenido a lo largo del siglo XX. A esto se suman los africanos, importados como esclavos en su día, o bien como funcionarios en épocas más recientes. La reciente presencia de otros tipos de antillanos ha acelerado cambios tanto sociales como políticos, contribuyendo a una mayor diversificación étnico-cultural. Tras la II Guerra Mundial ha adquirido carta de naturaleza la música procedente de las "West Indies", en especial el calypso. En tanto que el calypso atrae a los visitantes, el reggae se populariza desde los años 70 en la población local por influencia de la inmigración jamaicana.
La historia literaria de las Bermudas se limitaba en gran medida a los comentarios de viajeros y visitantes. Mucho se ha escrito sobre el archipiélago a lo largo del siglo XX, si bien se trata de libros de referencia académica. Como autor de ficción, el novelista local Brian Burland ha alcanzado cierta fama más allá de las islas. La llamada Historia de María Prince, relato de esclavitud contado por la tal María Prince, contribuyó a acelerar el fin de la esclavitud en los territorios ingleses de ultramar. La proximidad a EE. UU. ha hecho que muchos escritores norteamericanos hayan pasado temporadas creativas en las islas, inspirándose en la vida local, como hicieran A.J. Cronin y F. Mason, y Van Wyck, entre otros.
La danza y música son importantes en las Bermudas. La danza de los bailarines Gombey, vistos en muchos eventos con sus coloridos atavíos, parece influenciada por los indios nativos americanos y esclavos africanos. Cada año, Bermudas celebra un festival internacional de cine independiente.
Los colores de la naturaleza bermudense aparecen en la vibrante pintura que se exhibe en las galerías locales. Las esculturas de cedro, exquisitamente talladas, también atraen al comprador extranjero. La escultora Trott Chesley exhibe una figura de casi seis metros en la zona aeroportuaria de recogida de equipaje. Alfred Birdsey fue uno de los más famosos paisajistas impresionistas de Hamilton, de Saint George y de los veleros que surcan la bahía.
Cada Viernes Santo, los bermudenses de todas las edades lanzan al aire sus especiales cometas para simbolizar con ello la ascensión de Cristo a los Cielos. Dichas cometas también constituyen una apreciable artesanía local. Las cometas de Bermudas poseen notable aeronavegabilidad, manteniendo récords mundiales de altitud y duración de vuelo.

### El Triángulo de las Bermudas

Mapa del triángulo de las Bermudas.

Todo inició con los primeros viajes de Cristóbal Colón a América en 1492.
Aunque el misterio se remonta a mediados del siglo XIX, la mayor parte de las supuestas desapariciones han ocurrido a partir de 1945. Se dice que, desde entonces, han desaparecido más de mil personas, en el aire o en el mar, sin que se haya podido recuperar ni un solo cuerpo.
Cierta leyenda local dice que un francés de apellido Lamaison, gran alquimista, en 1685 encontró una enorme fortuna en oro y joyas al navegar por el entorno del Triángulo de las Bermudas. Otras leyendas de la región hablan de barcos en los que, al hallarse abandonados, aún humea la comida en las mesas, o de aviones que han desaparecido sin siquiera haber lanzado una llamada de socorro. Se cuenta que a veces han sido encontrados animales vivos a la deriva en botes o lanchas, como perros o canarios, pero nunca nadie que pudiera contar lo sucedido. Otros alegan la ausencia de restos, ya que en la mayoría de los casos desaparecen por completo.
Otra teoría cuenta que el líder cubano Fidel Castro estaba refugiado en islas cercanas al triángulo.

## Deportes

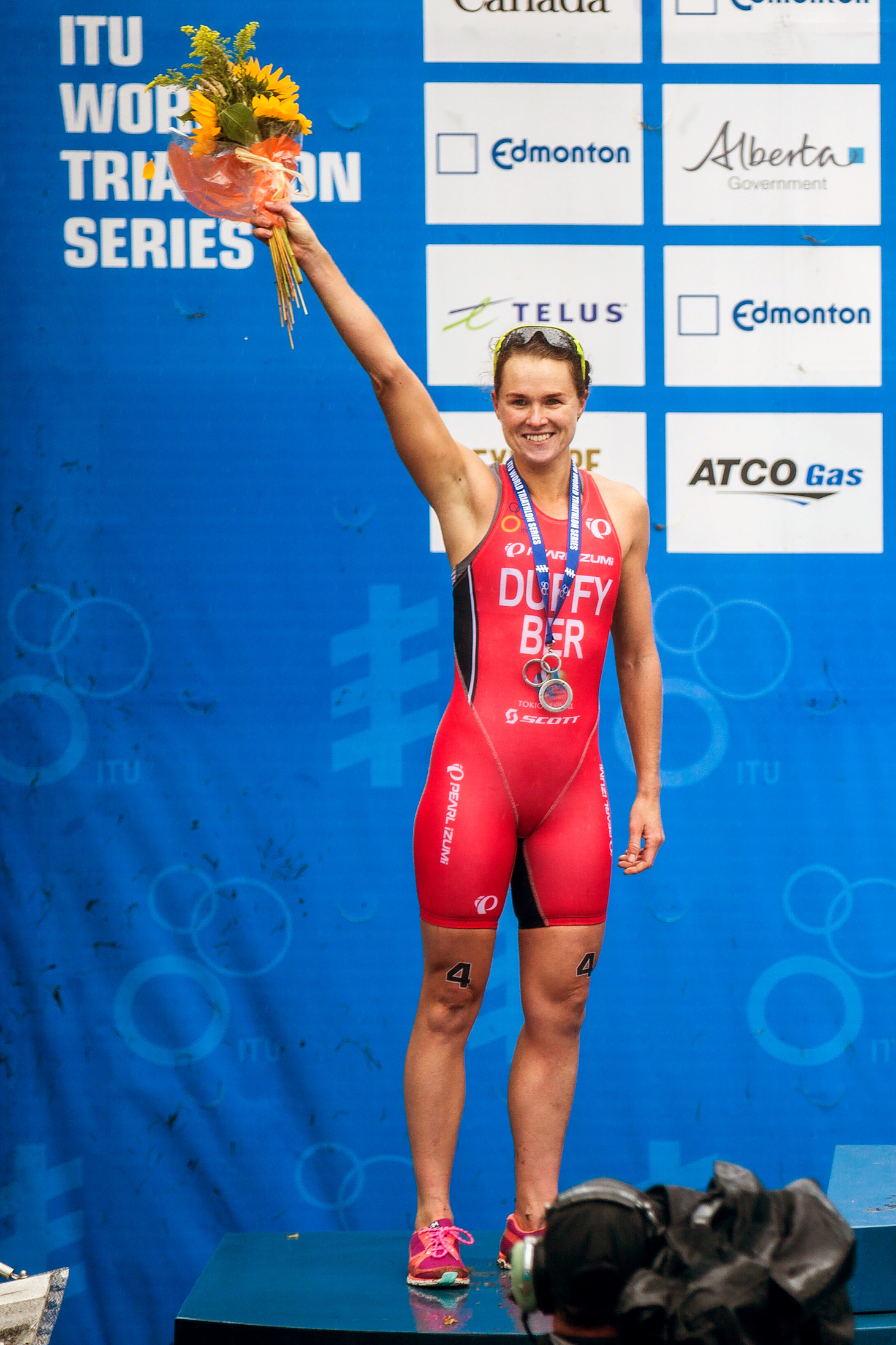
Flora Duffy, Ganó una medalla de oro en los Juegos Olímpicos de Verano de Tokio 2020, la primera medalla de oro de Bermudas.

- Flora Duffy, Ganó una medalla de oro en los Juegos Olímpicos de Verano de Tokio 2020, la primera medalla de oro de Bermudas. Bermudas en los Juegos Olímpicos
- Equipo de Copa Davis de Bermudas

### Fútbol
Selección de fútbol de Bermudas
Su selección nacional pertenece a la Asociación de Fútbol de Bermudas que está afiliada a la Concacaf y a la FIFA. Esta selección hizo historia tras clasificarse a la Copa de Oro de la Concacaf 2019. Ya en el torneo, perdió 2 encuentros de la fase de grupos, pero ganó un histórico encuentro ante Nicaragua por 2-0, cerrando un aceptable debut para Bermudas en la competición. Dentro del país, existe la Liga Premier de Bermudas, fue fundada en 1963 y los equipos más laureados son el Zebras con 11 títulos, seguido del Somerset Trojans con 10, el North Village Rams con 9 y el Dandy Town Hornets con 8 conquistas.

### Críquet
La Junta de Críquet de las Bermudas (Bermuda Cricket Board en inglés) es una organización benéfica registrada Bermudas que ha sido certificada con los más altos estándares internacionales de buenas prácticas en las Bermudas en el Comité de Normas Nacionales, que opera la caridad en las normas internacionalmente reconocidas de las mejores prácticas.
El BCB fue establecido en 1938 e incorporado por la Ley de lujo en 1995. El BCB ha sido un miembro asociado del Consejo Internacional de Críquet (ICC) desde 1966.
A medida que el Organismo Nacional de Administración de críquet en las Bermudas, el BCB gobierna y regula el críquet en la isla, mejora la infraestructura y las instalaciones y ayuda en el desarrollo del club. El BCB cuenta con un Programa Integral de Desarrollo, que abarca la mejora de grillo doméstico y nacional con un fuerte enfoque en el desarrollo de la juventud. Además, el BCB cuenta con un Programa de Becas, que permite a los jóvenes jugadores de críquet local para continuar su educación en instituciones académicas en el extranjero con programas de críquet excelente. El BCB formula las normas y reglas que rigen el críquet en las Bermudas, de conformidad con las directrices de la CPI.

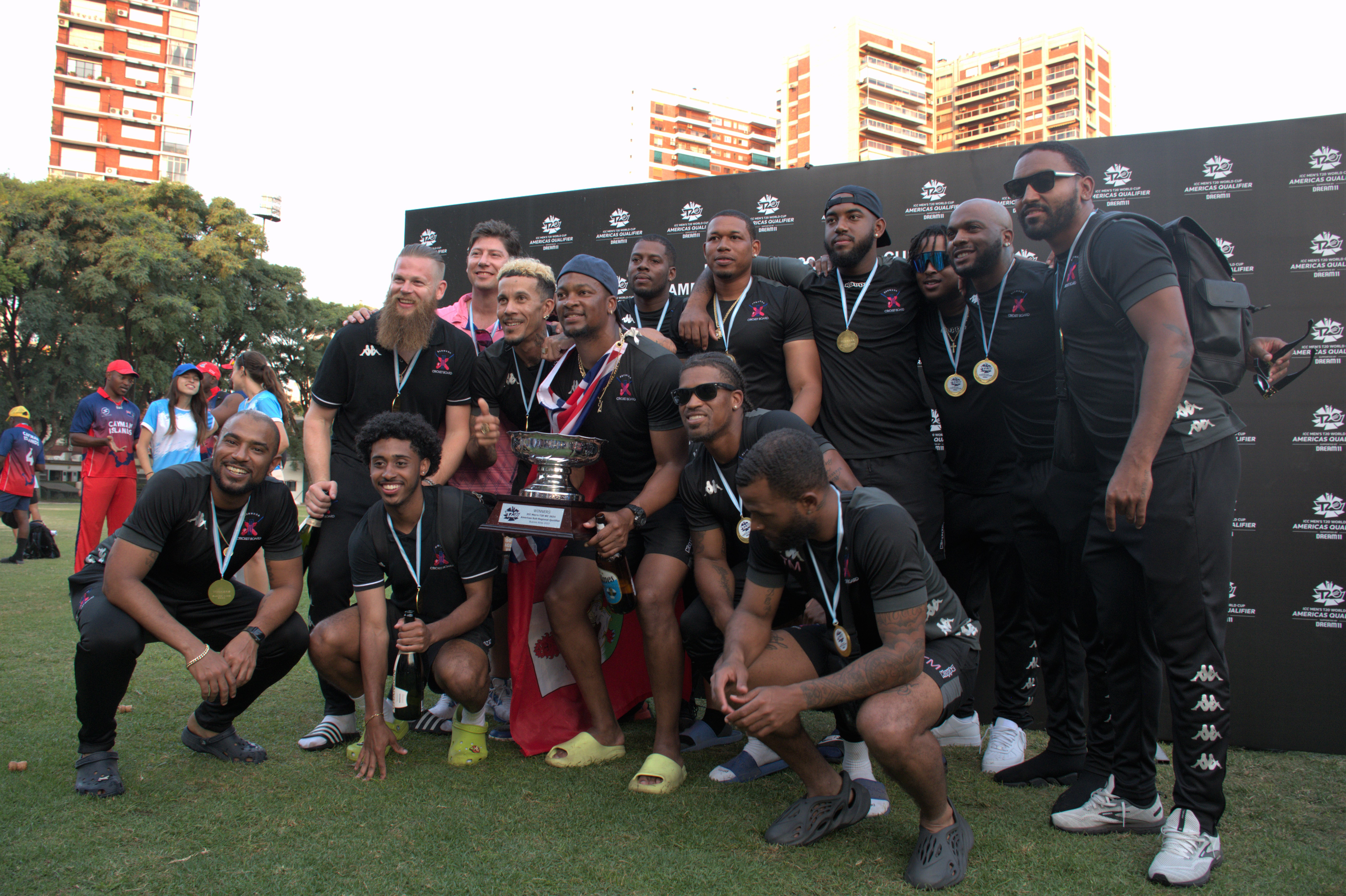
Selección de Críquet de Bermudas en 2023

La selección nacional de críquet de Bermudas tiene una participación activa en los eventos regionales y mundiales, tanto la selección masculina como la femenina son potencias en el continente americano.
El equipo nacional de críquet de las Bermudas participaron en la Copa Mundial de Críquet de 2007 en las Indias Occidentales. Su jugador más famoso es Dwayne Leverock. El equipo de las Bermudas tiene el récord mundial de conceder el mayor número de carreras en la historia de la Copa del Mundo. También es muy conocido es David Cáñamo, que es un excapitán de Glamorgan en el críquet inglés de primera clase.

### Golf
Bermudas tiene la mayor superficie del mundo de campos de golf como un porcentaje de su masa total. En 2007 las Bermudas fue sede de la 25.º PGA Grand Slam de Golf. Este evento de 36 hoyos se celebró los días 16-17 de octubre de 2007, en el Mid Ocean Club en Tucker's Town. El evento volvió a las Bermudas de nuevo en 2008 y 2009. Quinn Talbot fue una vez que el campeón de golf del mundo con un solo brazo.